# Tahití
Tahití (en francés: Tahiti, históricamente llamada Otaheite) es la isla más grande de la Polinesia Francesa, un territorio de ultramar francés localizado en las islas de la Sociedad, en el sur del océano Pacífico. Su capital es Papeete. Forma parte del grupo de las Islas de barlovento del archipiélago de la Sociedad.
Esta isla elevada y montañosa, de origen volcánico, está rodeada por un arrecife de coral y consiste principalmente en dos porciones de tierra conectadas por el istmo de Taravao: Tahiti Nui o Gran Tahití, ubicada al noroeste y Tahiti Iti o Pequeña Tahití, ubicada al sureste. En total el territorio comprende unos 1042 km² y su punto más alto es el monte Orohena. En 2002 la isla tenía 169 674 habitantes, quienes se dedican principalmente a la industria del turismo. La lengua oficial es el francés.
En una expedición española de 1774 el navegante Domingo de Bonechea llegó a Tahití en una expedición organizada por el Virrey del Perú, Manuel de Amat y Juniet, en honor del cual la bautizó "Isla de Amat" .

## Historia
La historia de Tahití se ha caracterizado, en primer lugar, por el asentamiento en la isla por los navegantes polinesios, de origen austronesio, luego por la conquista de la isla por los exploradores europeos. Los intercambios con los europeos permitieron a una familia tahitiana, la dinastía Pōmare, imponer su autoridad sobre el conjunto de la isla. A partir del final del siglo XVIII, algunos misioneros ingleses imponen el cristianismo en la isla. Luego se convirtió en protectorado francés a mediados del siglo XIX. La isla se transforma a continuación una colonia francesa, miembro de los Departamentos franceses de Oceanía, antes de estar vinculada con un conjunto de archipiélagos que se denominan la Polinesia francesa.

### Los primeros pobladores
La población nativa es polinesia, y se estima que se estableció en la isla sobre el 500 d. C. durante las migraciones y colonizaciones tempranas de todo el espacio polinesio a partir de los archipiélagos de Tonga y Samoa, y anteriormente, después de largas navegaciones desde el sudeste asiático, Taiwán o Indonesia.
Esta hipótesis de las migraciones desde el sudeste asiático es apoyada por numerosas pruebas lingüísticas, biológicas y arqueológicas. Por ejemplo, las lenguas de las Fiyi y de Polinesia pertenecen al mismo subgrupo oceánico, el de Fiyi-polinesio, que forma parte de la gran familia de las lenguas austronésiennes. Esta migración, a través de varios centenares de kilómetros de océano, fue posible por el empleo de piraguas a balancín que podían alcanzar varias decenas de metros de longitud y transportar familias, plantas con tierra en cestas y animales domésticos. Así pues, en 1769, James Cook observa en Tahití un barco de 33 metros de longitud, pudiendo progresar a vela o con remos. En el año 2010, una expedición sobre una piragua simple a balancín y a vela efectuó con éxito, en revés, el camino de asentamiento, de Tahití a Asia.

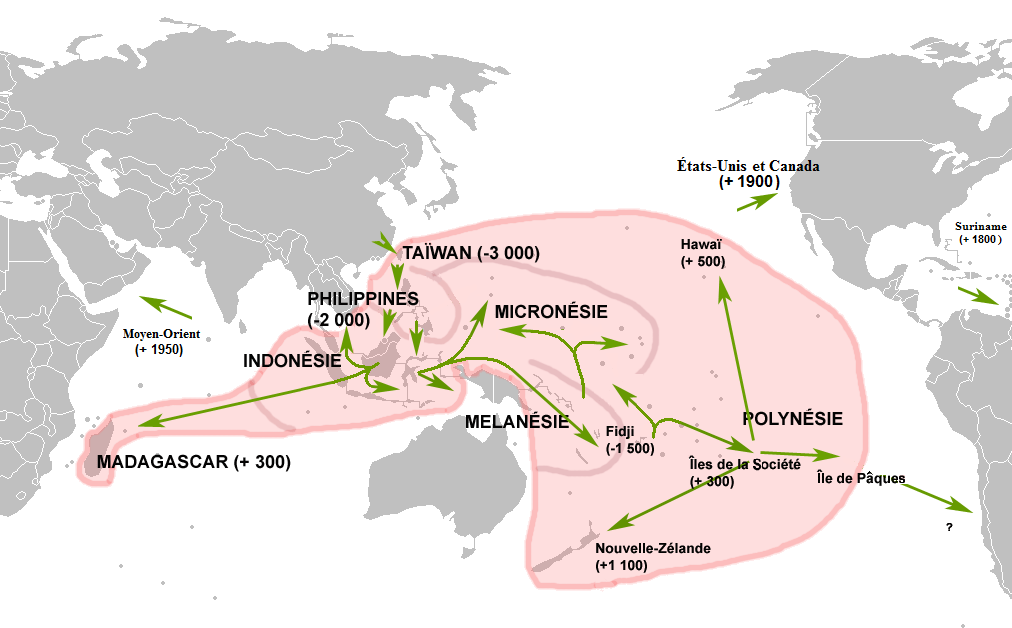
las migraciones austronesias en el Índico y en el Pacífico.

Antes de la llegada de los europeos, la isla se divide en distintos territorios bien precisos dominados por un clan. Estos territorios y sus caudillos eran vinculados entre ellos por lazos de lealtad basados en los vínculos de relación de sus dirigentes y su potencia guerrera. El clan más importante de la isla es el del Teva, cuyo territorio se extendía al sur de Tahití Nui hasta la península o istmo que la une a Tahití Iti. 
El clan del Teva estaba compuesto del Teva i UTA (“Teva del interior”) y del Teva i TAI (“Teva del mar”), y era dirigido por Amo y Purea. Un clan estaba formado por un jefe (ari'i y rahi), nobles (ari'i) y subjefes (Īato'ai). Los ari'i, eran considerados como descendientes de dioses polinesios, se envestían del mana (poder, potencia sobrenatural). Llevaban tradicionalmente cinturones de plumas rojos, símbolo de este poder. 
El jefe de clan no tenía poder político absoluto: debía componer con los subjefes y nobles consejos o asambleas generales, en particular, en caso de guerra. Cuanto más distantes son los nobles del jefe de clan, más autónomos se volvían y hacían contrapeso a su autoridad centralista. Se organizaba a los clanes alrededor del "marae”, lugar de culto consagrado al aire libre. 
Estos marae son verdaderamente el corazón de la vida religiosa y social del clan: se adoran a dioses, establecen a los jefes, se prepara la guerra y la pesca, se celebran los nacimientos y las muertes. Existe una jerarquía del marae, yendo del simple marae familiar al marae real. El tamaño del marae es proporcional a la influencia de la familia. Uno de los marae reales de Tahití es Farepu. Los maraes son protegidos por el tapu, (lo prohibido absoluto y consagrado) cuya transgresión atrae la maldición. El término pasará por otra parte a integrarse en las lenguas occidentales como tabú.
El suelo fértil y la pesca abundante proveyeron un alimento fácil a los habitantes. La percepción del carácter relajado y alegre de los nativos y la caracterización de la isla como un paraíso impresionaron a los primeros exploradores europeos, estableciendo un mito romántico y utópico en el mundo occidental que dura hasta hoy.

### La llegada de los europeos
Se ha especulado que Tahití fuera la misma isla Sagitaria que describió Pedro Fernández de Quirós el 1606. Pero es más probable que esta se tratara de Rekareka situada en el mismo paralelo de las Tuamotu. Oficialmente, se considera que la isla fue descubierta en 1606 por el marino y explorador español Pedro Fernández de Quirós. El primer europeo en desembarcar en ella fue Samuel Wallis, más de un siglo y medio después, concretamente el 19 de junio de 1767, dándole el nombre de Isla del Rey Jorge en homenaje a su rey Jorge III de Inglaterra. 
Unos meses más tarde, Louis Antoine de Bougainville desembarcó y le dio el nombre de Nouvelle-Cythère. Bougainville hizo a Tahití famosa en Europa con la publicación del relato de su viaje. Denominándola Nueva Citera, en referencia en la isla griega de Citera donde nació Venus, él describe la isla como un paraíso terrenal con un pueblo que vive feliz en la inocencia, lejos de la corrupción de la civilización. Sus descripciones ilustraban el concepto del noble salvaje de Jean-Jacques Rousseau, e influyeron en los pensamientos utópicos de filósofos como Denis Diderot.

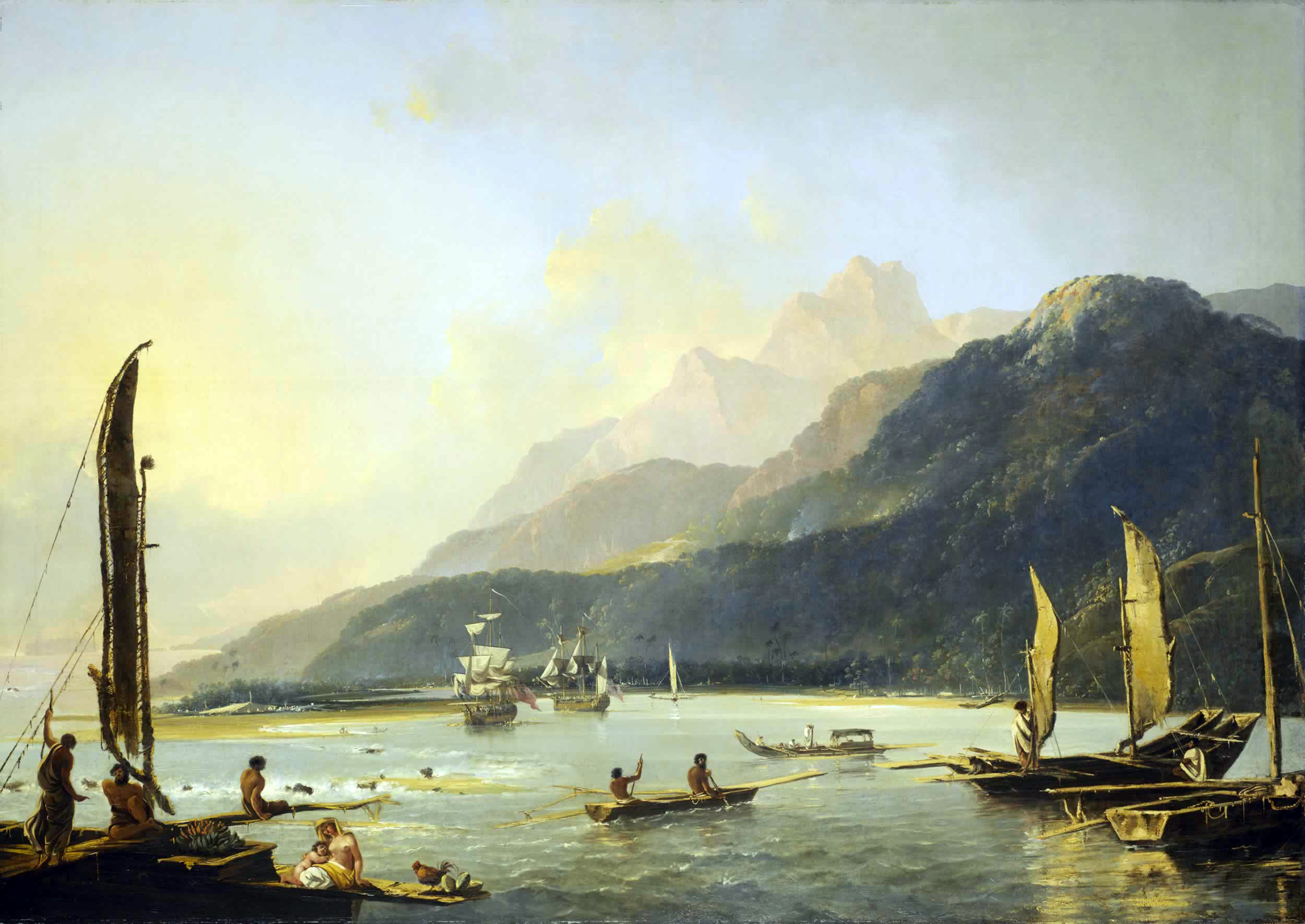
Los buques británicos Resolution y Adventure, en la bahía de Matavay (Tahití)- 1776. Segunda expedición de James Cook.

El capitán James Cook visitó Tahití varias veces en sus tres viajes entre 1769 y 1779. Fue encargado en julio de 1768 por la Royal Society para observar el tránsito de Venus delante del sol, fenómeno que debía ser visible desde Tahití el 3 de junio de 1769. Llega a Tahití a bordo del Endeavour en abril de 1769 y permanece en la isla durante 3 meses. 
Su base principal fue la bahía de Matavai, donde construyó el fuerte Venus para observar el tránsito del planeta. Todavía hoy el lugar se llama Punta Venus. Esta estancia permite realizar por primera vez un verdadero trabajo científico de observación etnográfica y naturalista de la isla. Asistido por el botánico Joseph Banks, y por el dibujante Sydney Parkinson, Cook reúne preciosa información sobre la fauna y la flora, así como sobre la sociedad, la lengua y los hábitos.
Su equipo mantiene, por otra parte, relaciones amistosas con la caudillo Oberea (Purea), en el origen de la dinastía Pōmare. Cook vuelve de nuevo a Tahití entre el 15 de agosto y el 1 de septiembre de 1773, y una última vez entre el 13 de agosto y el 8 de diciembre de 1777. En esta última estancia, acompaña al jefe Tū (sobrino de la reina Oberea/Purea) en una expedición belicosa a Mo'orea (Aimeo). Cook se niega sin embargo a aportar su apoyo militar y se limita a visitar la isla.
La Corona de España, por orden del Virrey del Perú Manuel de Amat y Juniet, también la explora y decide tomar posesión de la isla en 1772, dándole el nombre de Isla de Amat. El objetivo es controlar la expansión de otras potencias europeas en el Pacífico, y evangelizar a su población. El Virrey envía una primera expedición capitaneada por Domingo de Bonechea, natural de Guetaria, en 1772-1773, que parte del puerto del Callao. 
Le sucede otra mucho más evangelizadora, con el mismo origen, en el bienio 1773-1774, con la misma nave llamada El Águila y el mismo capitán, y otro pailebote llamado Júpiter, bajo el mando de José Andía, propiedad de Juan Malo de Molina. Aún se suceden dos expediciones más unos años más tarde, pero la política laicista de Carlos III suspende de modo definitivo en 1775 la obra emprendida.
Lo más notable de estas expediciones fue la redacción del "Diario" del soldado de marina Máximo Rodríguez, que abarca un periodo de 12 meses y narra muchos detalles etnológicos de los tahitianos del siglo XVIII  siendo el documento más antiguo y completo que se conserva en este sentido. «Cuentan que en la isla de Todos los Santos (una de las Tahití) tienen muchos perros y que se los comen y que son los descendientes de los que, a principios del siglo XVII, Fernández de Quirós dejó allí». Quirós dejó escrito que en esa isla clavó una cruz y esa misma cruz, muy maltrecha, la encontró una expedición española entre 1774-1775.

### La influencia británica y la dinastía Pōmare

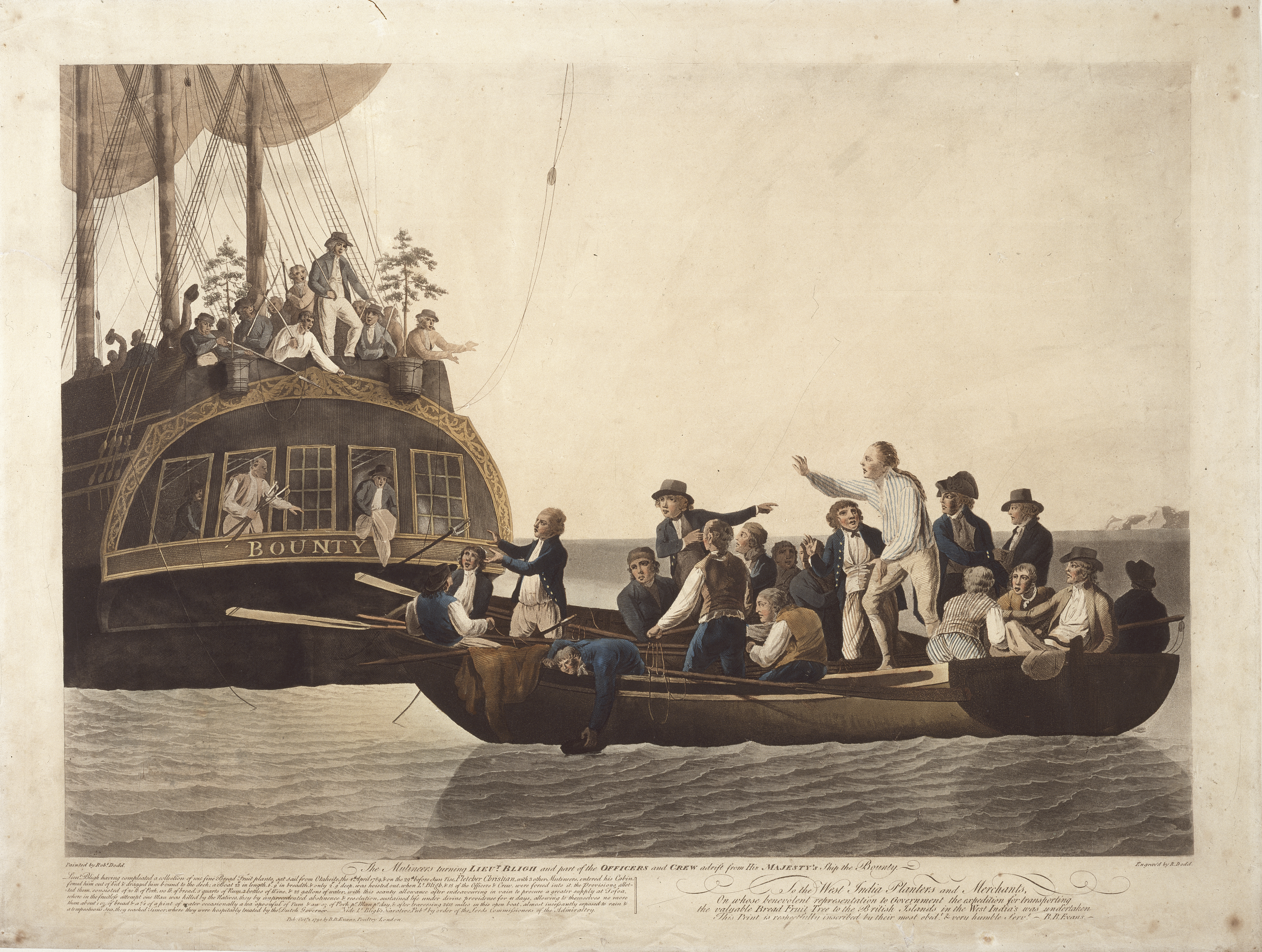
El motín del Bounty.

El 26 de octubre de 1788, el buque británico Bounty, dirigido por el capitán William Bligh, llega a Tahití con misión de hacerse con los árboles de panes tahitianos (Uru) y llevarlos en grandes cantidades al Caribe. Joseph Banks, el botánico de la primera expedición de Cook, considera en efecto que esta planta sería ideal para alimentar a menor coste a los esclavos africanos que trabajan en las plantaciones del Caribe. La tripulación permanece en Tahití alrededor de 5 meses, el tiempo para trasplantar de forma conveniente estos árboles. Tres semanas después de la salida de Tahití, el 28 de abril de 1789, la tripulación se amotina bajo la iniciativa de Christian Fletcher. 
Los amotinados se apoderan del buque y abandonan al capitán y a los miembros de tripulación que han permanecido fieles en una barca. En una hazaña extraordinaria, el capitán y lo que queda de la tripulación, después de un viaje de miles de kilómetros alcanzan una colonia holandesa del sureste asiático, y desde allí Gran Bretaña. Una parte de los amotinados vuelve de nuevo a instalarse en Tahití. Mientras que los exploradores se negaron a participar en los conflictos tribales, los amotinados del Bounty ofrecen sus servicios de mercenarios y proporcionan armas de fuego a la familia que se convertirá en la dinastía Pōmare.
El jefe Tū sabe en efecto obtener partido de su presencia sobre los puertos preferidos de los navegantes. Gracias a la alianza con amotinados, llega a aumentar considerablemente su supremacía sobre la isla de Tahití. Hacia 1790, el ambicioso jefe Tū toma el título de rey y se da el nombre de Pōmare. El capitán Bligh explicará que este nombre era un homenaje a su hija mayor, llamada así, y muerta recientemente de tuberculosis, una “enfermedad que la hacía, sobre todo de noche (pō), toser mucho (mare) (Pōmare = toser mucho de noche). En 1791, el capitán Bligh regresa a Tahití con la esperanza de encontrar amotinados. El nuevo rey Pōmare I le entrega a los rebeldes refugiados en Tahití. La salida del capitán Bligh señala el final de la aventura de los amotinados del Bounty sobre la isla de Tahití, pero su presencia habrá señalado duraderamente la historia tahitiana. Otra parte de los amotinados esquivarán la persecución.

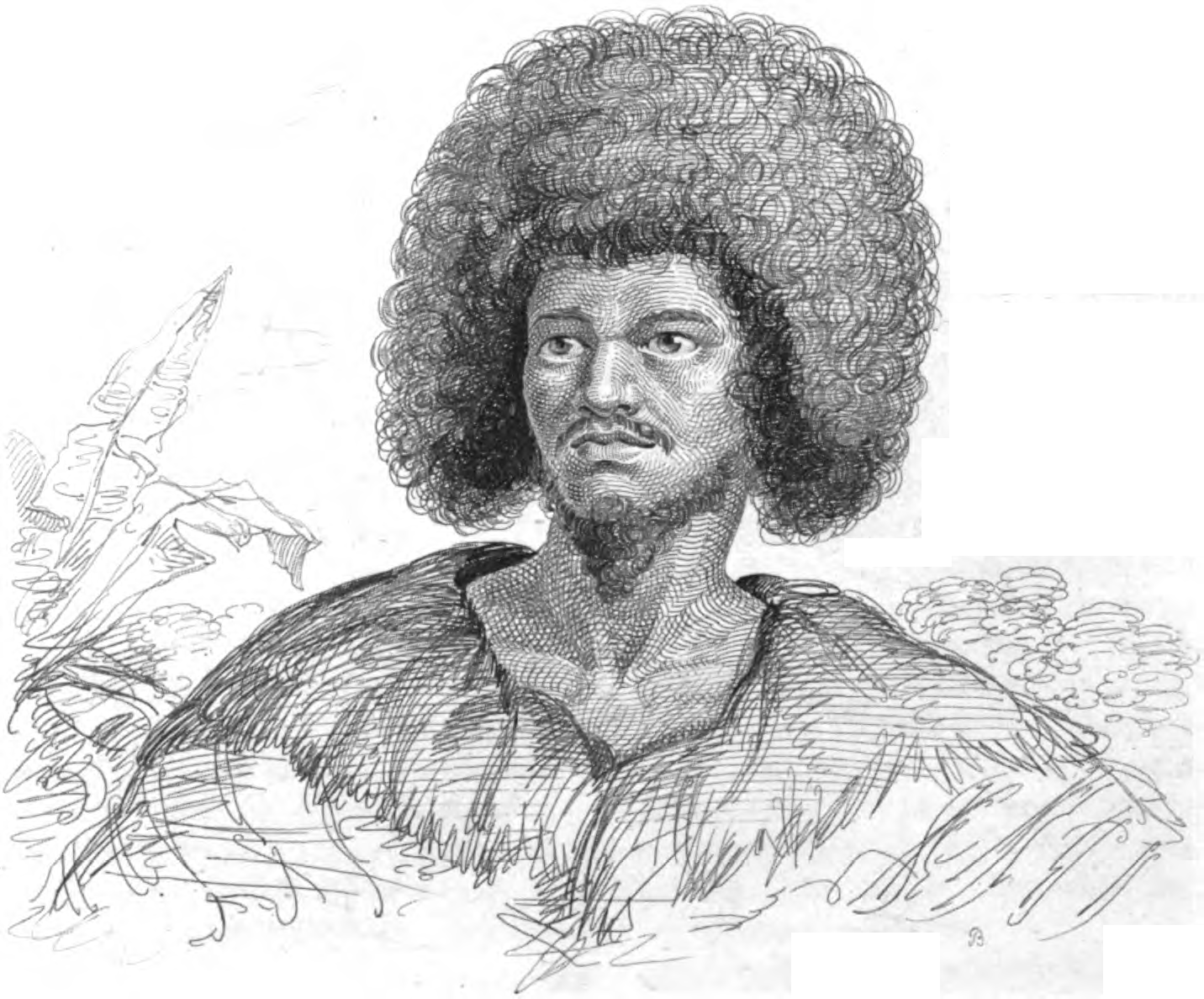
El rey Pōmare I.

### Las escalas de los balleneros
En el año 1790, buques y tripulaciones de los balleneros europeos comienzan a hacer escala en Tahití en sus campañas pesqueras en el hemisferio Meridional. La llegada de estos balleneros, seguidos a continuación a la de los comerciantes originarios de los penales de Australia, será la primera convulsión principal de la sociedad tradicional tahitiana. Las tripulaciones introducen el alcohol, las armas y las enfermedades desconocidas en la isla, y fomentan la prostitución y la creación de destilerías. Estos primeros intercambios con los occidentales tienen consecuencias catastróficas sobre la población tahitiana, que disminuye rápidamente, devastada por las enfermedades.

### Los primeros misioneros

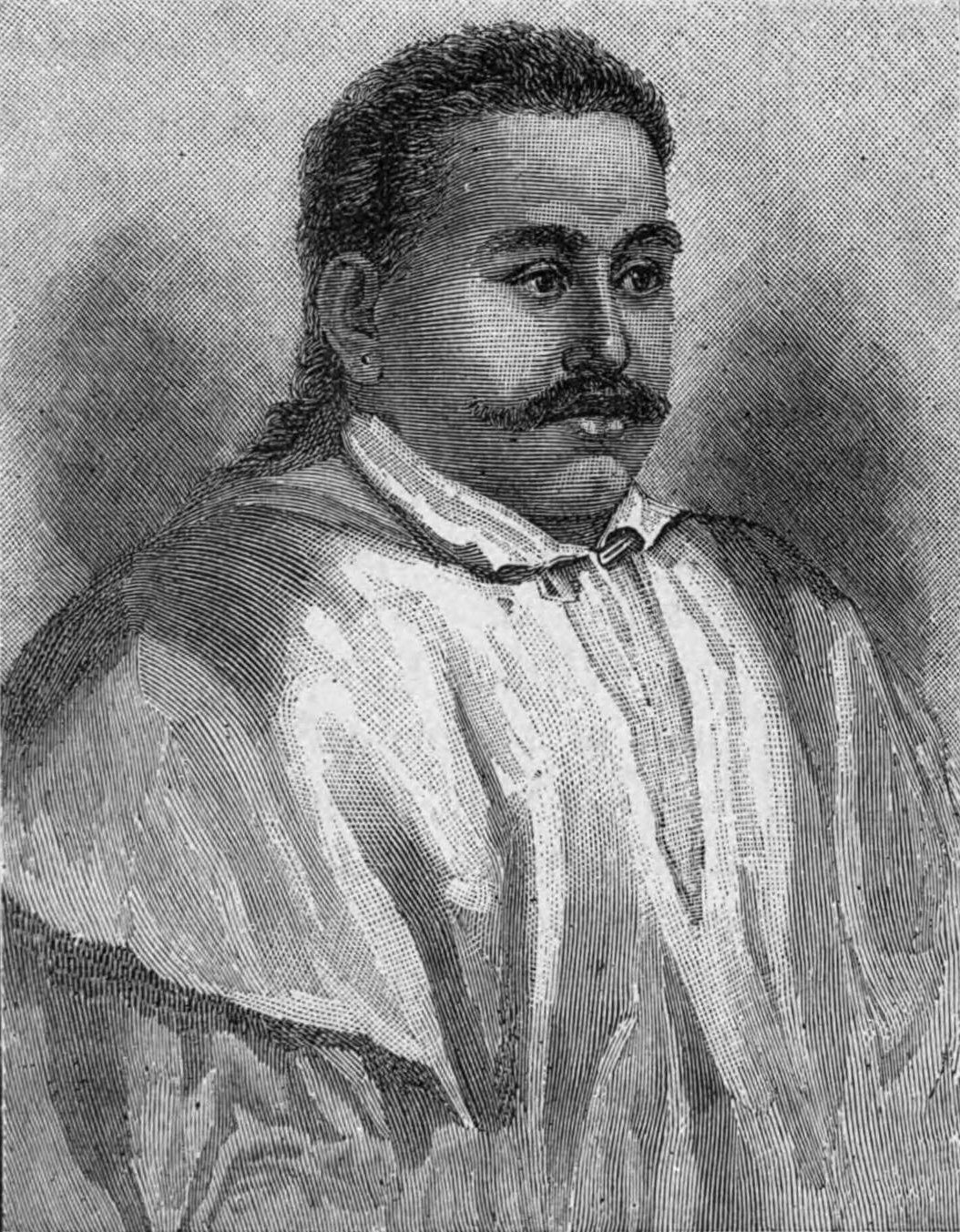
El rey Pōmare II.

Los primeros misioneros de la London Missionary Society desembarcan en la punta Venus (Mahina) el 5 de marzo de 1797, a bordo del buque Duff, con la intención de destruir los cultos maohi y de cristianizar a la población. La llegada de estos misioneros señala un nuevo cambio de dirección para la isla de Tahití, cuya cultura local y estructura social se trastorna profundamente. Los primeros años son duros para los misioneros, a pesar de su asociación con el rey Pōmare, cuya importancia conocen gracias a los relatos de los anteriores navegantes. 
En 1803, a la muerte de Pōmare I, su hijo Vaira'atoa le sucede y toma el título de Pōmare II. Se asocia aún más con los misioneros, y desde 1803 estos últimos le enseñan lectura y los Evangelios. Los misioneros fomentan por otra parte su voluntad de conquista, con el fin de tener que tratar solamente con un único interlocutor político. La conversión al anglicanismo de Pōmare II en 1812 inaugura el desarrollo del protestantismo en la isla. Hacia 1810, Pōmare II se casa con Teremo'emo'e, hija del jefe de Raiatea, para unirse a los caudillos de las Islas del archipiélago de Sotavento.
El 12 de noviembre de 1815, gracias a estas alianzas, Pōmare II combate y vence en la batalla decisiva de Fe'i Pī (Punaauia), en particular, contra Opuhara, el jefe del potente clan del Teva. Esta victoria permite a Pōmare II coronarse como el Ari'i Rahi, es decir, rey de Tahití. Es la primera vez que Tahití se unifica bajo la soberanía de una única familia. Es el final de la feudalidad y la aristocracia militar tahitiana, sustituidas a partir de allí por una monarquía absoluta. En paralelo, el protestantismo se propaga rápidamente gracias al apoyo de Pōmare II, y sustituye a las creencias tradicionales. Se enseñan, desde 1817, los Evangelios que se traducen al idioma tahitiano, en las escuelas religiosas. 
En 1818, el pastor Crook funda la ciudad de Papeete, que será la capital de la isla. Los tahitianos se visten con ropa acorde con los gustos de los misioneros (antes, las mujeres como los hombres llevaban solamente cinturones de palmas, abrigos en fibras, coronas de flores y ornamentos). En 1819, Pōmare II, a iniciativa de los misioneros, instaura el primer código de leyes tahitianas, conocido bajo el nombre de Código Pōmare. Los misioneros y Pōmare II imponen entonces la obligación de llevar prendas de vestir que cubren todo el cuerpo, la prohibición de las danzas y cantos, de tatuajes y ornamentos de flores, todas estas tradiciones “impúdicas”. 
En el año 1820, los tahitianos en conjunto se convierten al protestantismo. Duperrey, que atraca en mayo de 1823 en Tahití, da prueba de la transformación de la sociedad tahitiana en una carta con fecha del 15 de mayo de 1823: “Los misioneros de la Sociedad Real de Londres cambiaron completamente las costumbres y los hábitos de estos habitantes. La idolatría no existe ya entre ellos y profesan generalmente la religión cristiana. Las mujeres no vienen ya a bordo de los buques, son incluso de una reserva extrema cuando se los encuentra en tierra. (…) Las guerras sangrientas que este pueblo se suministraba y los sacrificios humanos no tienen ya lugar desde 1816.” Cuando el 7 de diciembre de 1821 Pōmare II fallece, su hijo Pōmare III sólo tiene un año. Su tío y los religiosos garantizan entonces la regencia, hasta el 21 de mayo de 1824, fecha a la cual los misioneros proceden a su coronación, ceremonia inédita en Tahití. Aprovechando la debilidad del Pōmare, los jefes locales recuperan una parte de su poder y toman el título hereditario de “Ta'aventaron” (resultante del inglés "governor"). 

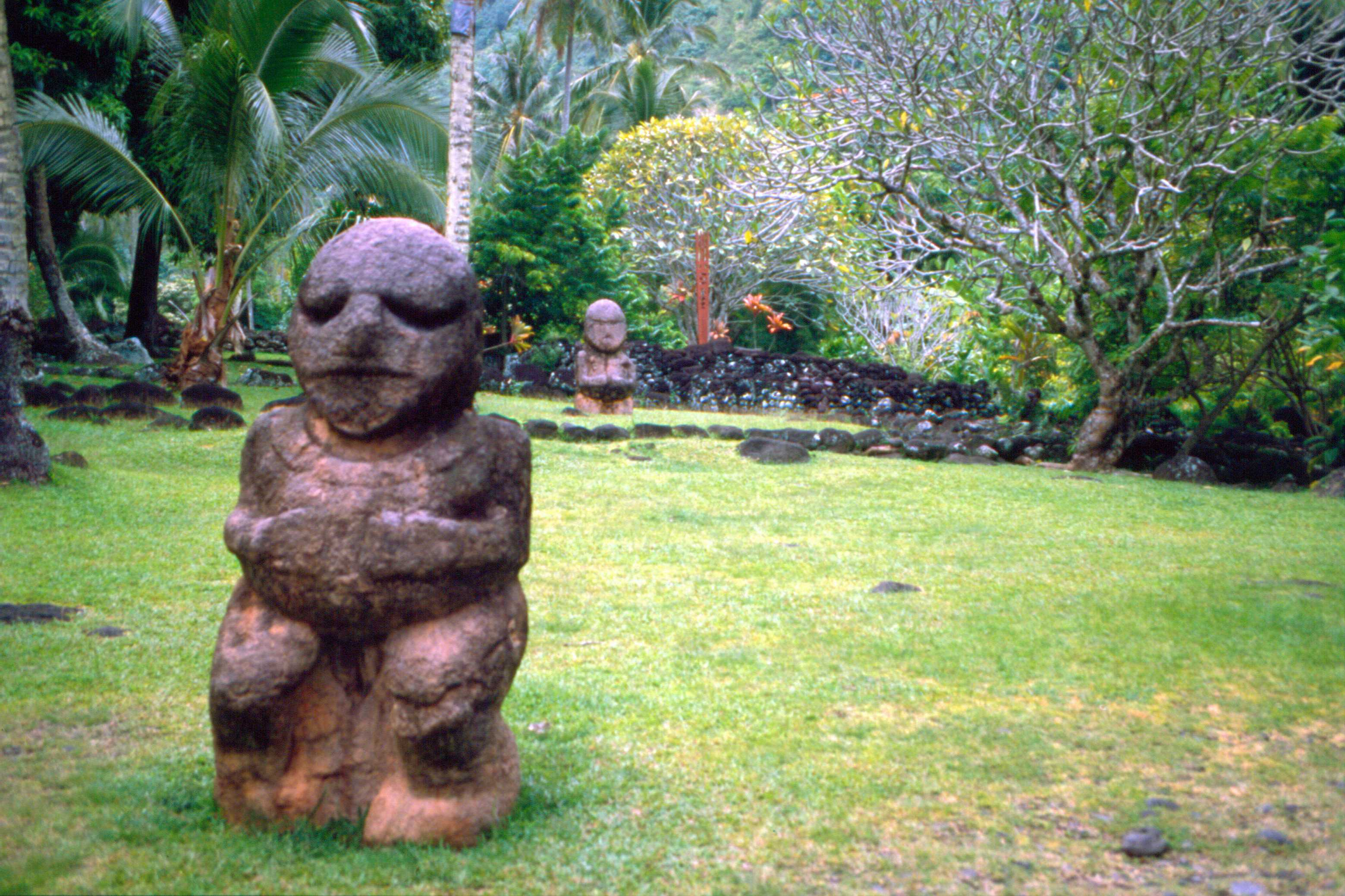
esculturas en marae de Arahurahu, Tahití.

Los misioneros aprovechan también para modificar la organización de los poderes, y de interceder para que la monarquía tahitiana se asemeje a una monarquía constitucional sobre el modelo inglés. Crean así la asamblea legislativa tahitiana que funciona por primera vez el 23 de febrero de 1824. En 1827, el joven Pōmare III fallece repentinamente, y es su hermanastra, Aimata, de 13 años, quien toma el título de Pōmare IV (1813-1877). Intenta en primer lugar una vuelta hacia la sociedad tradicional con la secta del Mamaia, pero fracasa. Los caudillos de clanes (Ari) cristianos le imponen su control de acuerdo con el cónsul inglés, el pastor George Pritchard. Durante este período, la bahía de Papeete, lugar de implantación de una misión en 1818, se convierte en el fondeadero principal de la isla; una aglomeración, pequeña y activa se desarrolla en aquel lugar. La residencia de la reina Pōmare permanece en primer lugar en Arue, luego en Tarahoi bajo Pōmare IV.
Es en aquellos tiempos en que se desarrolla una política francesa de expansión en el Pacífico, con el fin de limitar la extensión de la soberanía británica, instalada en Australia y que toma el control de Nueva Zelanda en 1840.  El pastor Pritchard, a la vez cónsul de Inglaterra, se convierte en su principal consejero e intenta interesarla por los asuntos del reino. Pero la autoridad de la reina, menos carismática que su padre, es impugnada por los jefes de los clanes, que reconquistaron una parte importante de sus prerrogativas desde la muerte de Pōmare II. El poder del Pōmare IV se volvió más simbólico que real, y en sucesivas ocasiones la reina Pōmare, protestante y anglófila, hizo peticiones que resultaron en vano para que Tahití fuese protectorado de Inglaterra.

### El protectorado francés
En 1836, el consejero de la reina, pastor Pritchard hace expulsar dos misioneros católicos franceses, los padres Carrete y Laval. En reacción, Francia envía en 1838 al almirante Abel Aubert Du Petit-Thouars para obtener reparación. Una vez realizada la misión, el almirante Petit-Thouars se dirige hacia las Islas Marquesas, que anexa en 1842 siguiendo los consejos de Jacques-Antoine Moerenhout, un comerciante y diplomático francés bien establecido en aquellos lugares.

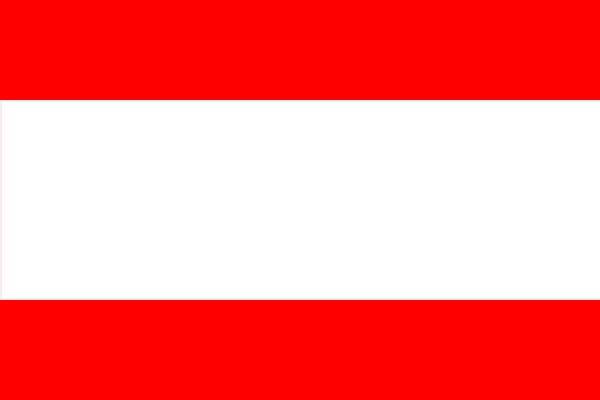
Bandera de Tahití.

Entre 1837 y 1839, el chileno Ramón Freire vivió en la isla, siendo designado en 1838 como embajador de la reina ante el almirante francés Du Petit-Thouars y logró que los dominios de la Reina se mantuvieran independiente de la corona de Luis Felipe I de Francia. En agosto de 1842, el almirante Petit-Thouars vuelve de nuevo a hacer escala en Tahití. Se alía entonces con jefes de clanes hostiles a la reina Pōmare y favorables a establecer un protectorado francés. Les hace firmar una solicitud de protectorado en ausencia de su reina, antes de obligar a esta última a ratificar el Tratado de protectorat. Incluso antes que el Tratado esté ratificado por Francia, se nombra a Jacques-Antoine Moerenhout como el Comisario real ante la reina Pōmare. En el marco de este Tratado, Francia reconoce la soberanía del Estado Tahitiano.
La reina es responsable de los asuntos interiores, mientras que Francia dirige las relaciones exteriores y garantiza la defensa y el mantenimiento del orden. Con la firma del Tratado de protectorado comienza una lucha de influencias entre los protestantes ingleses y los representantes de la República francesa. Durante los primeros años del protectorado, los protestantes llegan a conservar una gran influencia sobre la sociedad tahitiana, gracias a su conocimiento del país y su lengua. Desde 1843, el consejero protestante de la reina, Pritchard, convence a esta de enarbolar la bandera tahitiana en lugar de la bandera del protectorado. 
En represalias, el almirante del Petit-Thouars declara la anexión del reino de Tahití a Francia, el 6 de noviembre de 1843, y nombra como gobernador a Armand Joseph Bruat. La anexión desencadena entonces el exilio de la reina a las islas de Sotavento, y después de un período de desórdenes, se produce una verdadera guerra franco-tahitiana que comienza en marzo de 1844. En abril de 1844, la resistencia tahitiana se amplía y el gobernador Bruat decide contratacar en masa enviando a Mahaena al conjunto de sus tropas. Es en estos combates cuando el teniente Nansouty halló la muerte. La guerra se termina en diciembre de 1846 en favor de los franceses. La reina vuelve de nuevo del exilio en 1847 y acepta firmar un nuevo tratado que reduce considerablemente sus poderes en favor de los del gobernador francés. Los franceses se convienten a partir de entonces en dueños del reino de Tahití. En 1863, ponen fin a la influencia británica sustituyendo a las misiones protestantes británicas por la Sociedad de las Misiones Evangélicas de París.

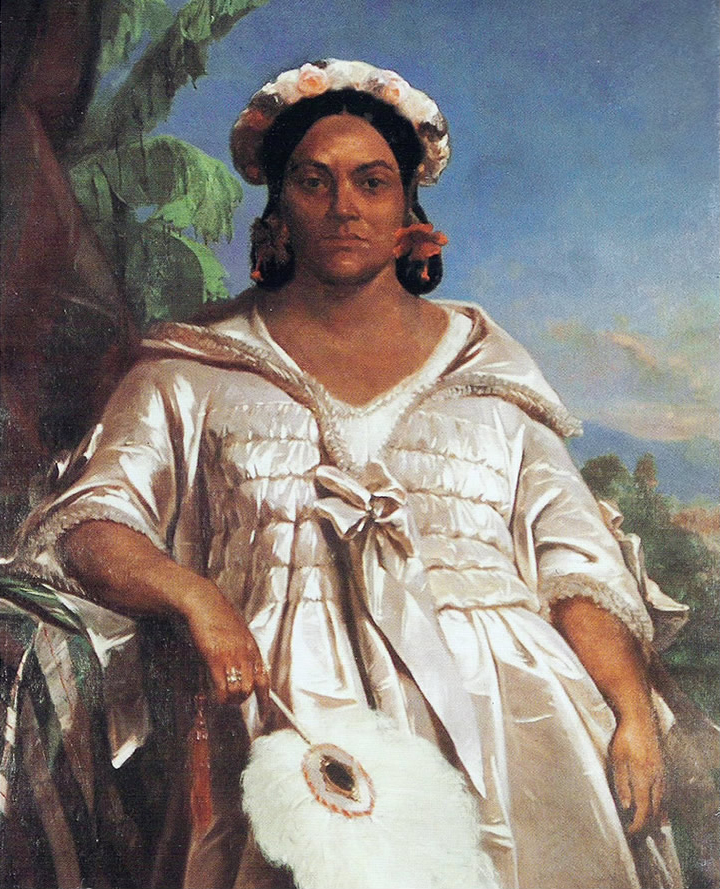
Reina Pōmare IV de Tahití.

Al mismo tiempo, alrededor un millar de chinos, mayoritariamente de Cantón, se reclutan a petición de un cultivador de Tahití, William Stewart, para trabajar en la gran plantación de algodón de Atimaono. Cuando la empresa quiebra en 1873, algunos trabajadores chinos vuelven a su país, pero un grupo importante permanece en Tahití y se mezcla con la población. En 1866 se crean los consejos de distritos, cargos electos, a los que les son asignados los poderes que tenían los jefes tradicionales hereditarios.
En el contexto de la asimilación republicana, estos consejos intentan, a pesar de todo, de proteger el modo de vida tradicional de los nativos tahitianos. Pero de manera general, son años en los que la sociedad tradicional tahitiana sufre una crisis dura de transformación, donde las estructuras sociales antiguas van retrocediendo bajo la influencia misionera, y después por la de los laicos republicanos. En 1877, la reina Pōmare fallece después de cincuenta años de reinado.
Su hijo, Pōmare V, le sucede entonces en el trono. El nuevo rey se muestra poco interesado en los asuntos del reino, y cuando en 1880 el gobernador Chessé, respaldado por jefes tahitianos, le impulsa a abdicar en favor de Francia, termina aceptando. Así, el 29 de junio de 1880, cede a Francia el reino de Tahití así como las demás islas del reino. Convertida en una colonia, Tahití pierde entonces toda soberanía. Tahití es sin embargo una colonia particular, puesto que todos los súbditos de la dinastía de los reyes Pomares obtienen la ciudadanía francesa. 
El 14 de julio de 1881, durante la Fiesta Nacional francesa, y bajo las aclamaciones de “Viva de la República”, la muchedumbre celebra la pertenencia de Polinesia a Francia en el primer Tiurai (fiesta nacional y popular). En 1890, Papeete se convierte en un municipio de la República. En 1903, se crea los Departamentos (provincias) franceses de Oceanía, que reúnen Tahití, las demás Islas de la Sociedad, las Islas Australes, las Islas Marquesas y  Tuamotu.

### Historia reciente
El pintor francés Paul Gauguin vivió en Tahití entre 1891 y 1901 inspirándose en los paisajes y los modelos polinesios. En Papeari hay un pequeño museo dedicado a Gauguin. Los escritores catalanes Aurora Bertrana y Josep Maria de Sagarra pasaron también una temporada en las décadas de los años 1920 y 1930. E inmortalizaron sus experiencias en varios libros, de entre los cuales destacan "Paraísos oceánicos" (1930) y "La ruta azul" (1942).

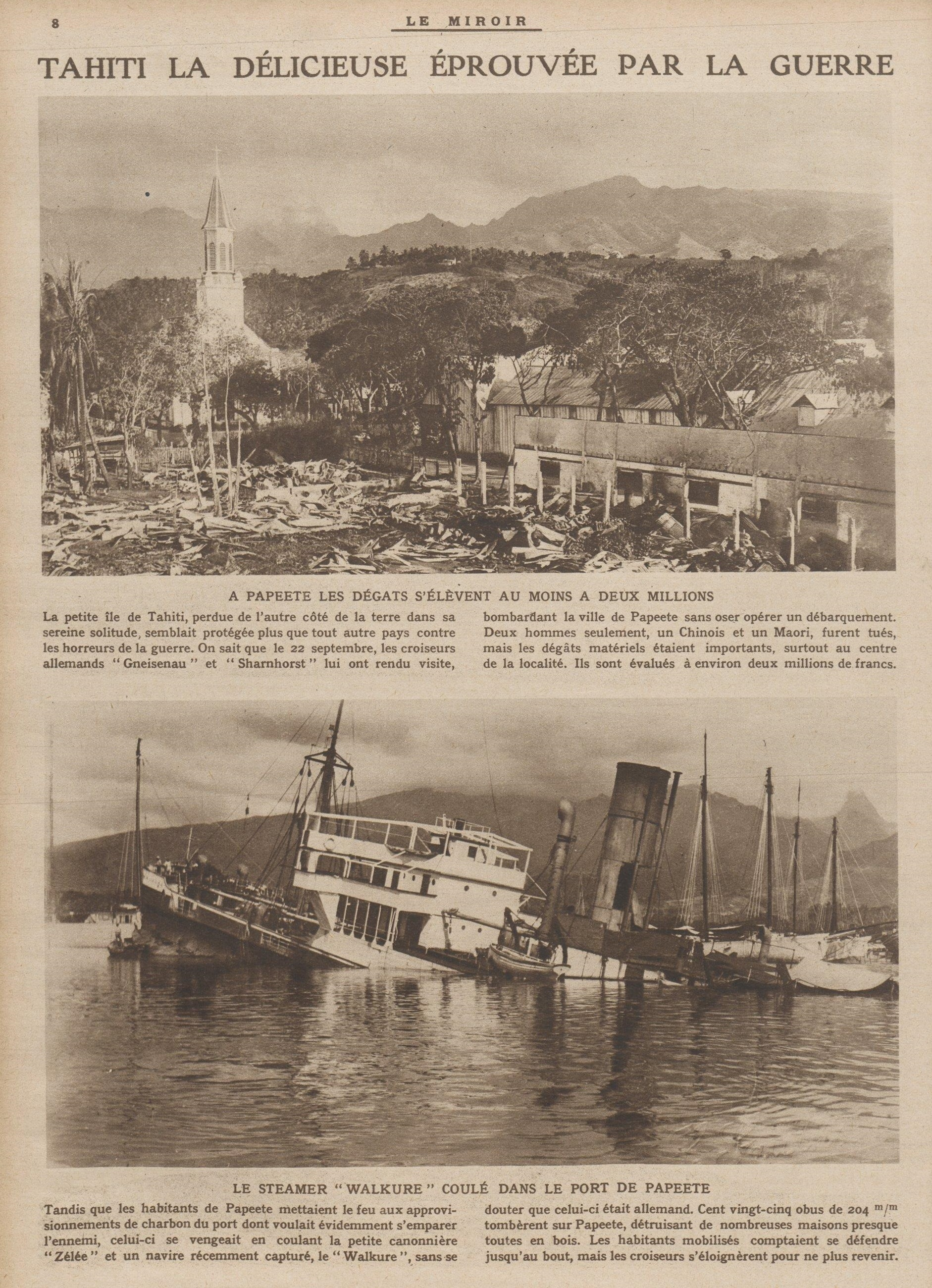
Los efectos del bombardeo alemán el 22/09/1914.

A partir de 1903, la historia política de Tahití es indisociable de la de los Departamentos franceses de Oceanía. Durante este período, el desarrollo de la isla de Tahití y su capital, Papeete, se acelera. A partir de 1903, Papeete se convierte en el principal centro y emporio comercial de los Departamentos franceses de Oceanía; luego en su capital política y administrativa. El primer cuarto del siglo XX se caracteriza por una segunda ola de inmigración china. 
Dicha población en poco tiempo pasa de mano de obra barata hacia el sector del comercio y se integra menos de lo que lo hizo la primera oleada. Al inicio de la Primera Guerra Mundial, el 22 de septiembre de 1914, dos cruceros alemanes, el Scharnhorst y Gneisenau,  pretenden abastecerse en el puerto de Papeete. Ante la resistencia de la marina francesa dirigida por el teniente de navío Maxime Destremau, hunden un buque francés, la cañonera Zélée, y bombardean el centro urbano de Papeete.
En noviembre y diciembre de 1918, Tahití es devastado por una epidemia de gripe de 1918. Durante la Segunda Guerra Mundial, la colonia se suma desde 1940 a la Francia libre y el comandante Félix Broche reúne varios centenares de voluntarios para unirse a las Fuerzas francesas libres.
Con la llegada de la Quinta República, al final de los años 1950 y principios de los años 1960 se efectúa un cambio decisivo para el desarrollo económico de la isla. Tahití es dotada con importantes infraestructuras: construcción, a partir de 1958 del Aeropuerto Internacional Tahití Fa' a', y la instalación, en 1962, del cuartel general del Centro de Experimentación del Pacífico (CEP), y la consecutiva ampliación del puerto de Papeete. El rodaje de la superproducción el "Motín del Bounty" con Marlon Brando contribuye al desarrollo económico de la isla. 
El Estado francés hace también grandes inversiones para desarrollar los equipamientos y los servicios públicos, lo que, combinado con la ruptura del aislamiento de la isla, causa a la vez un éxodo rural hacia Papeete, y una afluencia masiva de población sobre la isla. El sector terciario se refuerza considerablemente en la capital. En 1977, Polinesia obtiene un estatuto de autonomía, reforzado en 1984 (estatuto de autonomía interno). 
En 1973, los chinos de Tahití reciben la nacionalidad francesa. A partir de los años 1970, una nueva dinámica cultural surge sobre la isla, con un renacimiento de la cultura tahitiana, que refiere a una “edad de oro pre colonial”. Para volver a entablar con la identidad cultural abandonada tras la llegada de los misioneros, entre numerosas instituciones y manifestaciones se crean: la Casa de los Jóvenes y de la Cultura (Fare Tahití Dañar), la Academia tahitiana (Fare Vāna', fundada en 1975), el Museo de Tahití y las Islas (creado en 1977).

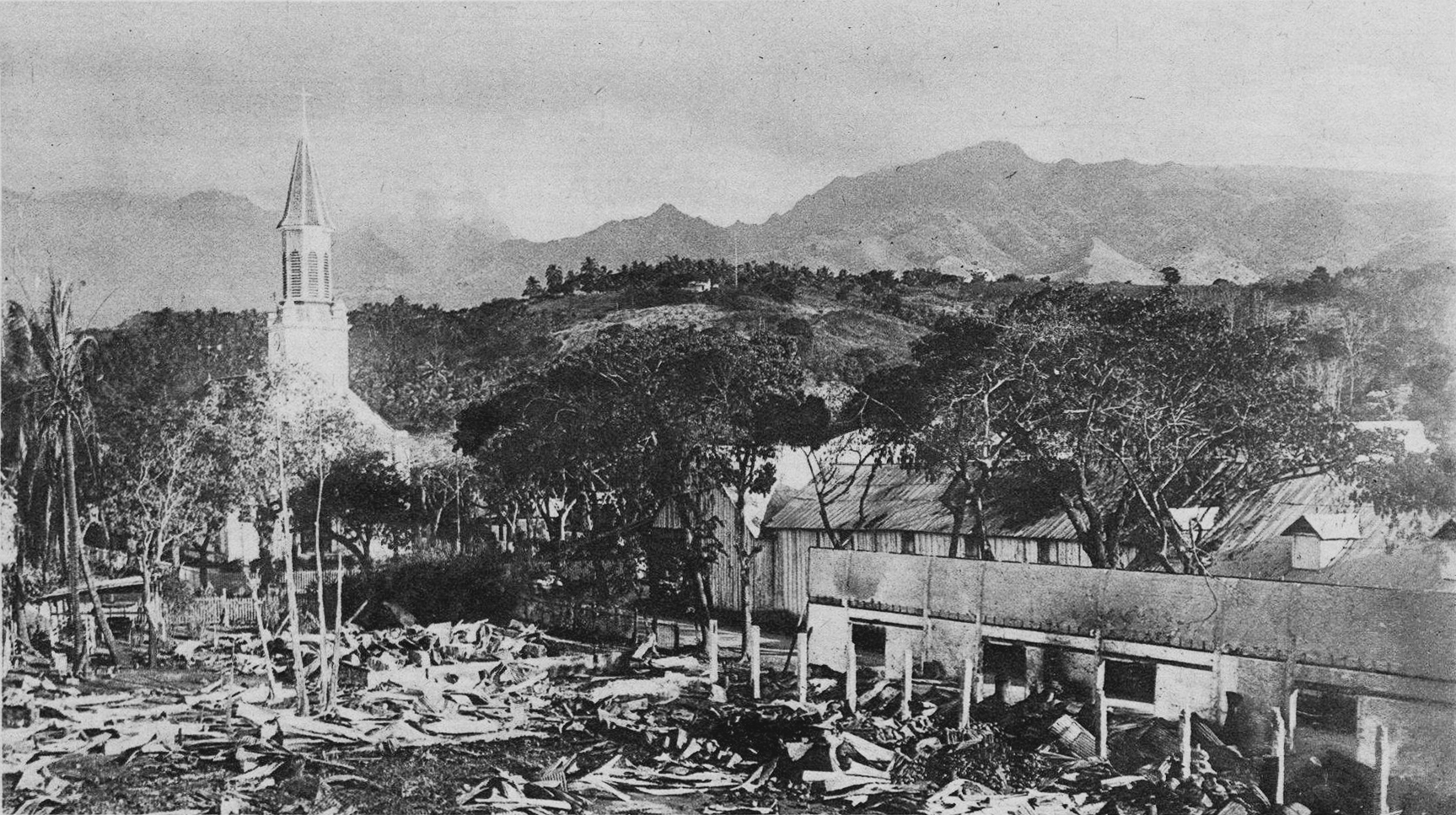
Destrozos tras el bombardeo de Papeete en 1914 por buques alemanes bajo mando de Maximilian von Spee.

Este renacimiento se expresa también por la multiplicación de las excavaciones arqueológicas, las exposiciones artesanales y el nuevo desarrollo del tatuaje maohi a partir de los años 1980. Del mismo modo, las festividades del Heiva, cada mes de julio, vuelven a poner en honor las danzas, los juegos y los deportes tradicionales.
El crecimiento de Tahití se vio impulsado por la decisión de trasladar el ensayo de armas nucleares francesas desde Argelia a los atolones de Mururoa y Fangataufa, a unos 1500 km al este. Esto aceleró, en particular,  el desarrollo de la ciudad de Pappete, y del único aeropuerto internacional en la Polinesia Francesa.
El 5 de septiembre de 1995, el gobierno de Jacques Chirac reanudó la última serie de ensayos nucleares y detonaciones frente a las costas de Mururoa (situado también en la Polinesia Francesa). Esto provocó violentos disturbios durante dos días, que sumieron a la ciudad en el caos. Los manifestantes, en su mayoría independentistas, atacaron sobre todo intereses franceses, dañaron el aeropuerto internacional, además de 40 personas heridas y el alejamiento del turismo por temor a las revueltas. (Similares disturbios se produjeron después del otro ensayo nuclear francés en la misma zona en 1987).
Desde el 2004, Tahití junto con la Polinesia Francesa, tiene el estatus de país de ultramar.

## Geografía

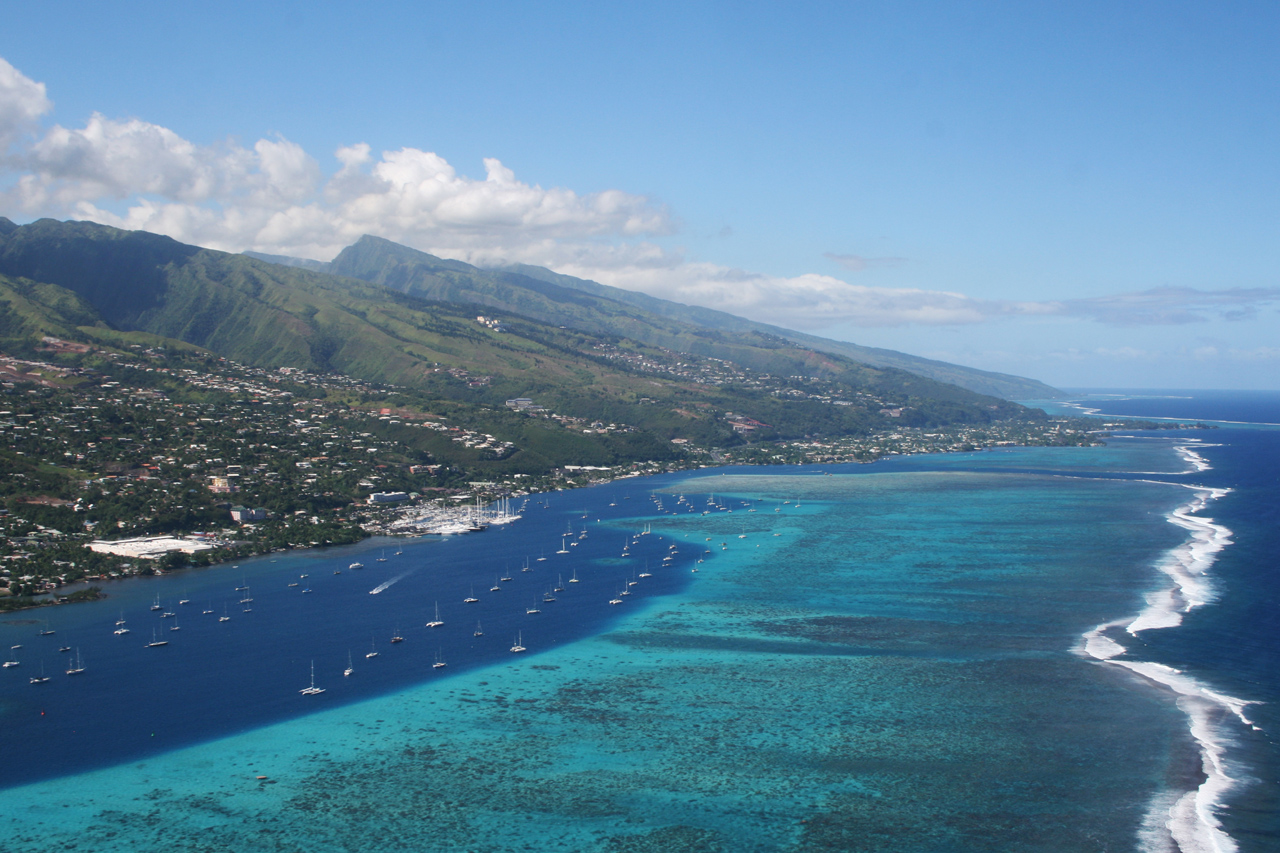
Costa de Papeete.

La isla de Tahití se sitúa en medio de Pacífico sur. Se halla a unos 4400 km al sur de Hawái, a 7900 km de Chile continental y a 5700 km de Australia. La isla francesa está a más de 15 000 km del territorio metropolitano francés, con una diferencia horaria de 11 horas en invierno y de 12 horas en verano. Tahití es la isla más grande de la Polinesia francesa, situada en el archipiélago de las islas de la Sociedad al sur de Oceanía. Históricamente fue conocida también como Otaheite. La capital es Papeete, situada a la cuesta noroeste de la isla.
La isla consta de dos partes centradas en volcanes apagados y conectadas por un corto brazo de tierra, el istmo de Taravao. Con 1042 km² de superficie, alcanza una longitud máxima de 60 km (sobre la diagonal noroeste - sureste, península incluida), y una anchura de 30 km en su zona principal.
El perímetro total de la isla alcanza 190 km. Es la isla más poblada de la Polinesia Francesa, con un 69 % de la población total. El punto más alto de la isla es el monte Orohena de 2241 metros de altitud. La isla se compone de dos partes centradas sobre volcanes extintos y unidas por el istmo de Taravao. 
La parte noroccidental se denomina Tahiti Nui, o Gran Tahití, y la sur-oriental es Tahiti Iti, o Pequeña Tahití. Solo la franja costera es habitada con una penetración máxima que no sobrepasa los dos kilómetros. Tahití Nui está densamente poblada, sobre todo alrededor de la capital Papeete, y dispone de buenas infraestructuras y fuerte influencia de la metrópoli francesa, mientras Tahití Iti ha quedado más aislada manteniendo la cultura tradicional polinesia.
El francés es lengua oficial y el tahitiano, o reo mā’ohi, es reconocido como elemento fundamental de cohesión social y comunicación cotidiana, de uso libre con estatus de cooficial.

### Demografía

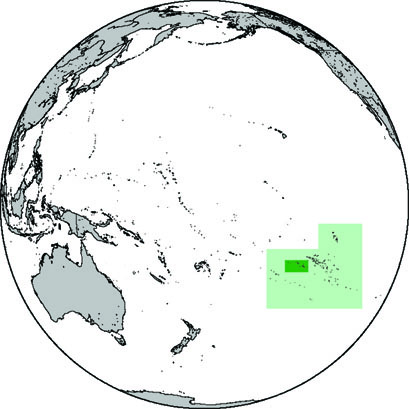
ubicación de la Polinesia Francesa en el Pacífico sur.

Tahití es la más poblada de las islas de la Polinesia francesa. Así pues, en el último censo (2007), de los 259 706 habitantes con que contaba la Polinesia, Tahití albergaba 178 173; lo que representaba el 69 % de la población del territorio polinésico francés. La ocupación humana de la isla se caracteriza, por una parte, por la macrocefalia urbana de Papeete, y por la otra, por la oposición entre un litoral muy poblado y equipado, y un interior de vastas tierras casi desocupado. A causa de la atracción centrípeta de Papeete, la densidad del hábitat costero se vuelve cada vez menos elevada a medida que se aleja de la metrópolis. 
La isla está formada por 12 municipios, que recortan o reúnen los distritos tradicionales. De entre todos los núcleos de población, Papeete es la capital de Tahití (centro administrativo, político y económico) y así mismo, de la Polinesia francesa. El municipio homónimo, se extiende por 19 km² y solamente alberga 26 050 habitantes y, aunque tenga la mayor densidad de población de la isla, en realidad es el segundo municipio más poblado de la isla, después de Faa'a. 
La aglomeración urbana de Papeete, que agrupa hoy los municipios de Arue, Pirae y Mahina al Este; y de Faaa, Punaauia y Paea al Oeste, concentra a más de 130 000 habitantes, sobre una franja de tierra de una sesentena de kilómetros de longitud, acunada entre la laguna y los contrafuertes montañosos. El desarrollo macrocéfalo de la capital implica la absorción progresiva de los municipios circundantes a lo largo del litoral. 
El municipio reúne un 47 % de los empleos y puestos de trabajo de la isla de Tahití, y la aglomeración urbana concentra más de un 80 % de los puestos y lugares de trabajo, polarizando así toda la actividad humana de la isla.
Etnológicamente, la población humana de Tahití se distribuye en cuatro grupos diferentes: el polinesio, el europeo, el chino, y los "demis" o mestizos, resultantes del mestizaje entre algunos de los otros grupos.
Los lugares de nacimiento de los 189 517 residentes que vivían en la isla de Tahití según  el censo de 2017 eran los siguientes:
- El 75,4 % había nacido en Tahití (frente al 71,5 % del censo de 2007)
- El 9,3 % en la Francia metropolitana (frente al 10,9 % de 2007)
- el 5,9 % en las Islas de la Sociedad (distintas de Tahití) (frente al 6,4 % de 2007)
- 2,8 % en las Islas Tuamotu-Gambier (frente al 3,3 % de 2007)
- 1,8 % en las Islas Marquesas (frente al 2,0 % de 2007)
- 1,6 % en las Islas Australes (frente al 2,0 % de 2007)
- 1,3 % en los departamentos y territorios de ultramar de Francia distintos de la Polinesia Francesa (1,0 % en Nueva Caledonia y Wallis y Futuna; 0,3 % en los demás departamentos y colectividades de ultramar) (frente al 1,6 % de 2007)
- 0,5 % en Asia oriental y sudoriental (el mismo porcentaje que en 2007)
- 0,3 % en el norte de África (la mayoría de ellos en los departamentos de ultramar) (menos que el 0,4 % de 2007)
- 1,1 % en otros países extranjeros (por debajo del 1,5 % de 2007)

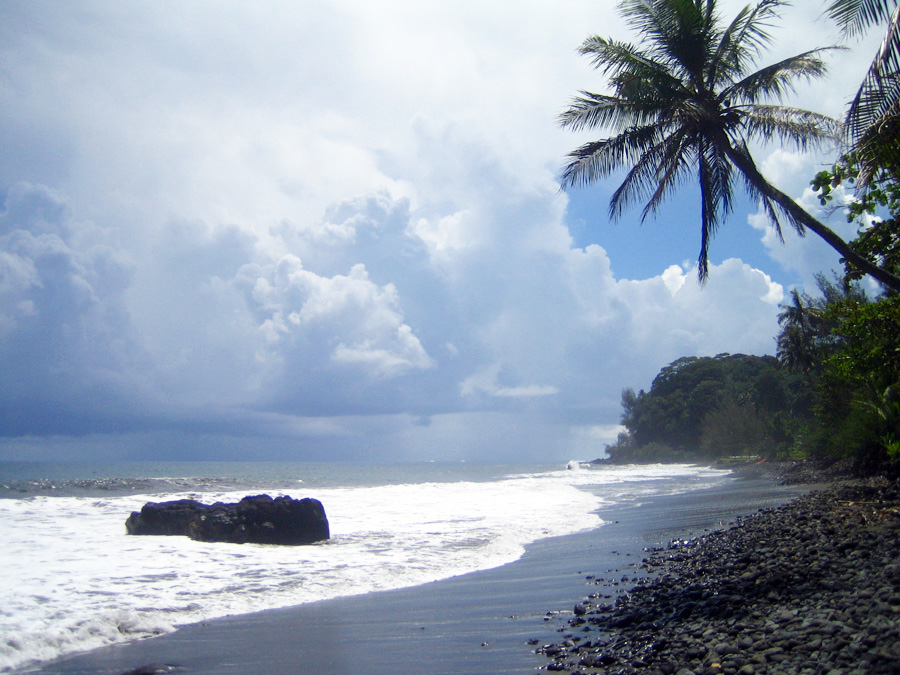
Playa de arena negra. Tahití.

### Clima
El clima de Tahití es de tipo tropical marítimo húmedo, o sea, cálido y húmedo todo el año. Solo hay dos estaciones: la seca y la húmeda, con lluvias de noviembre a abril. La duración de días y noches se mantiene sensiblemente constante todo el año, independientemente de las estaciones.
En Tahití, contrariamente a otras islas de la Polinesia francesa, este ciclo se señala bien, con precipitaciones más importantes en temporada de calor que en temporada más fresca. Las lluvias son importantes, en particular, durante los meses de diciembre y enero. Hay que tener en cuenta que existe una diferencia climática entre la parte oriental, que se encuentra a barlovento de los vientos alisos, y deja, como consecuencia, una región más húmeda. Y la parte occidental de la isla, que se encuentra a sotavento de dichos vientos, por lo que es más seca.
Llueve así, por término medio, 3550 mm de agua al año sobre el municipio de Hitia' que está en la costa oriental, mientras que al otro lado de la isla, tomando Puna'auia como ejemplo, solo llueve alrededor de 1500 mm de agua al año. Del mismo modo, llueve aún más sobre las alturas montañosas de la isla que sobre las costas ya que en las primeras, chocan y descargan, los vientos húmedos que cruzan la isla.
| Parámetros climáticos promedio de Papeete, Tahitií | Parámetros climáticos promedio de Papeete, Tahitií | Parámetros climáticos promedio de Papeete, Tahitií | Parámetros climáticos promedio de Papeete, Tahitií | Parámetros climáticos promedio de Papeete, Tahitií | Parámetros climáticos promedio de Papeete, Tahitií | Parámetros climáticos promedio de Papeete, Tahitií | Parámetros climáticos promedio de Papeete, Tahitií | Parámetros climáticos promedio de Papeete, Tahitií | Parámetros climáticos promedio de Papeete, Tahitií | Parámetros climáticos promedio de Papeete, Tahitií | Parámetros climáticos promedio de Papeete, Tahitií | Parámetros climáticos promedio de Papeete, Tahitií | Parámetros climáticos promedio de Papeete, Tahitií |
| Mes                                                | Ene.                                               | Feb.                                               | Mar.                                               | Abr.                                               | May.                                               | Jun.                                               | Jul.                                               | Ago.                                               | Sep.                                               | Oct.                                               | Nov.                                               | Dic.                                               | Anual                                              |
| -------------------------------------------------- | -------------------------------------------------- | -------------------------------------------------- | -------------------------------------------------- | -------------------------------------------------- | -------------------------------------------------- | -------------------------------------------------- | -------------------------------------------------- | -------------------------------------------------- | -------------------------------------------------- | -------------------------------------------------- | -------------------------------------------------- | -------------------------------------------------- | -------------------------------------------------- |
| Temp. máx. media (°C)                              | 30.3                                               | 30.5                                               | 30.8                                               | 30.6                                               | 29.9                                               | 28.9                                               | 28.3                                               | 28.2                                               | 28.6                                               | 29.1                                               | 29.5                                               | 29.8                                               | 29.5                                               |
| Temp. mín. media (°C)                              | 23.4                                               | 23.5                                               | 23.5                                               | 23.3                                               | 22.5                                               | 21.2                                               | 20.8                                               | 20.5                                               | 21.0                                               | 21.9                                               | 22.6                                               | 23.1                                               | 22.3                                               |
| Lluvias (mm)                                       | 315.2                                              | 233.0                                              | 195.3                                              | 140.8                                              | 92.0                                               | 60.2                                               | 60.5                                               | 48.0                                               | 46.3                                               | 90.8                                               | 162.1                                              | 317.0                                              | 1761.2                                             |
| Horas de sol                                       | 215.5                                              | 199.2                                              | 226.0                                              | 230.3                                              | 228.6                                              | 220.0                                              | 235.2                                              | 251.1                                              | 241.6                                              | 232.1                                              | 208.7                                              | 196.6                                              | 2684.9                                             |
| Fuente: NOAA                                       |                                                    |                                                    |                                                    |                                                    |                                                    |                                                    |                                                    |                                                    |                                                    |                                                    |                                                    |                                                    |                                                    |

Las mareas

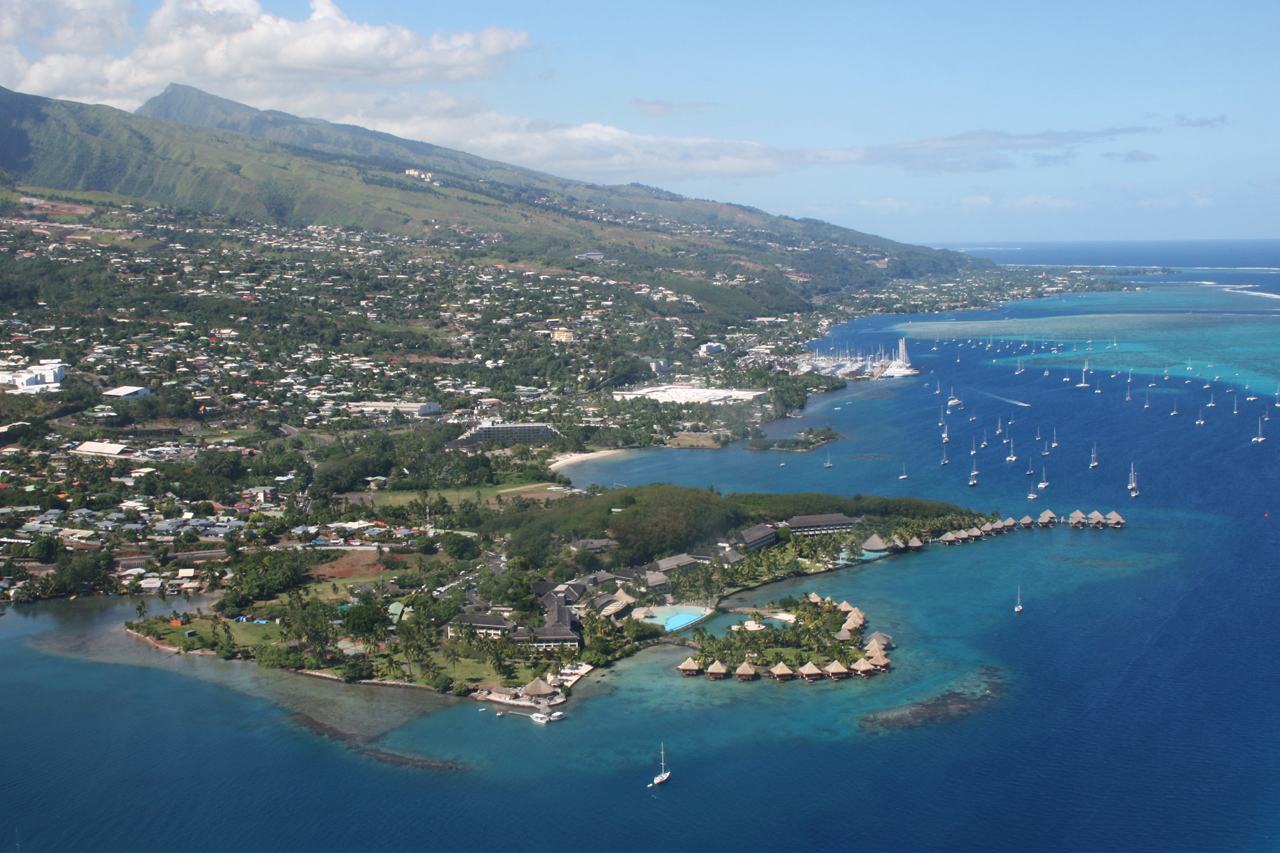
costa tahitiana.

Son de baja amplitud. Tahití se encuentra sobre un nudo de resonancia de la marea lunar (punto anfidrómico) lo cual las anula completamente. Solo permanece el componente de marea debida al sol, que es mucho más escasa y sincronizada con el astro en cuestión. Consecuencias: El cambio de mareas es muy escaso: la amplitud de la marea no excede 0,40 m., la marea es siempre baja a la mañana, alta poco después del mediodía, baja al anochecer y alta de nuevo en medio de la noche. 
Ciclones
Tahití se sitúa en una zona donde existen riesgos de ciclón. Así pues, en 1983, durante el huracán Veena, los vientos alcanzaron más de 230 km/h y, en el espacio de 48 h., 420 mm de agua cayeron sobre la costa Este de Tahití.
Cambio climático
Es una tendencia regional y se ha comprobado la existencia del recalentamiento climático, en particular, en los episodios de "El Niño" de diciembre de 2009, que fue el mes más caliente nunca medido en las Islas de la Sociedad. La estación-meteorológica del aeropuerto de Faa'a ha registrado una media 29 °C para aquel mes (la marca previa era 28,9 °C en marzo de 1998). El 31 de diciembre, hubo 33,2 °C, nueva marca récord para un día de diciembre; y en diciembre de 1990 ya se habían alcanzado los 33,1 °C.

### Paisajes: Tahití y Moorea

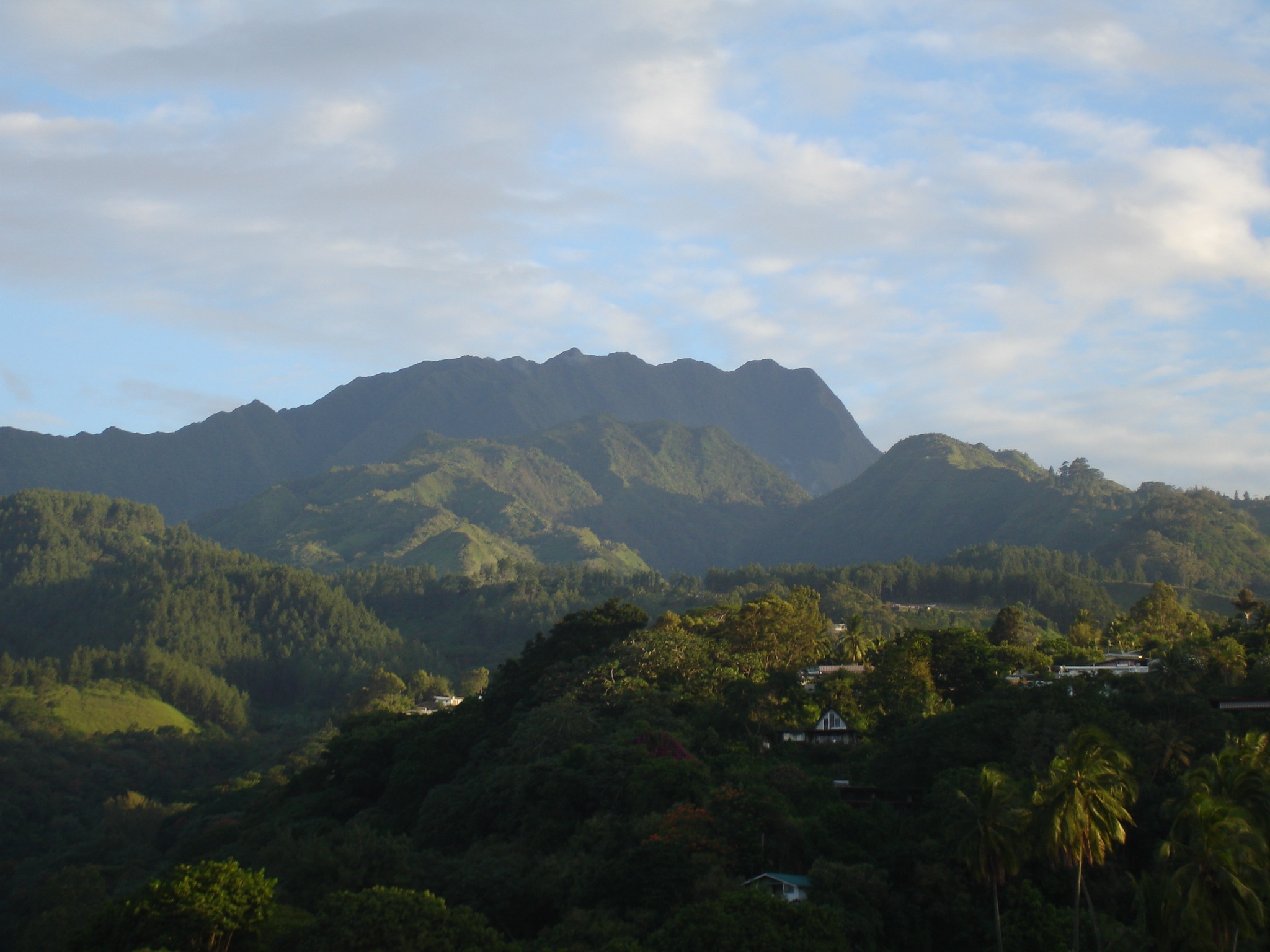
Monte Orohena o Aorai. Isla de Tahití.

Tahití es la más alta isla de Polinesia. Es en Tahití Nui que se encuentra la más elevada cumbre de la isla: el monte Orohena, que culmina a 2241 metros. Tahití Nui alberga otras cumbres: el monte Aora'i (2066 m), el monte Mārau (1493 m) y la Diadema -Te Tara o Mai'ao- (1321 m).  
Por lo que se refiere a Tahití Iti, su más alta cumbre es el monte Ronui, que alcanza 1332 metros. A causa de su interior extremadamente montañoso, vestigio de los antiguos volcanes, la isla mayoritariamente está habitada sobre una estrecha banda que bordea el borde de mar. Se considera así que sobre los 1045 km² de la isla, solo 150 km² están habitados y explotados. Tahití está rodeada parcialmente por una barrera de coral. Se contabilizan así 33 pasos, y se sumerge toda una parte del arrecife, permitiendo, en determinadas zonas, la formación de una verdadera laguna entre el arrecife y la costa. La laguna de Tahití alcanza una superficie de 141 km². 
Moorea, la isla-hermana, se sitúa a 15 km al oeste de Tahití y mantiene estrechos vínculos con ella. Se la percibe perfectamente desde la mayoría de los municipios del oeste de Tahití Nui y numerosos habitantes de Moorea trabajan en la aglomeración de Papeete.

## Política y gobierno

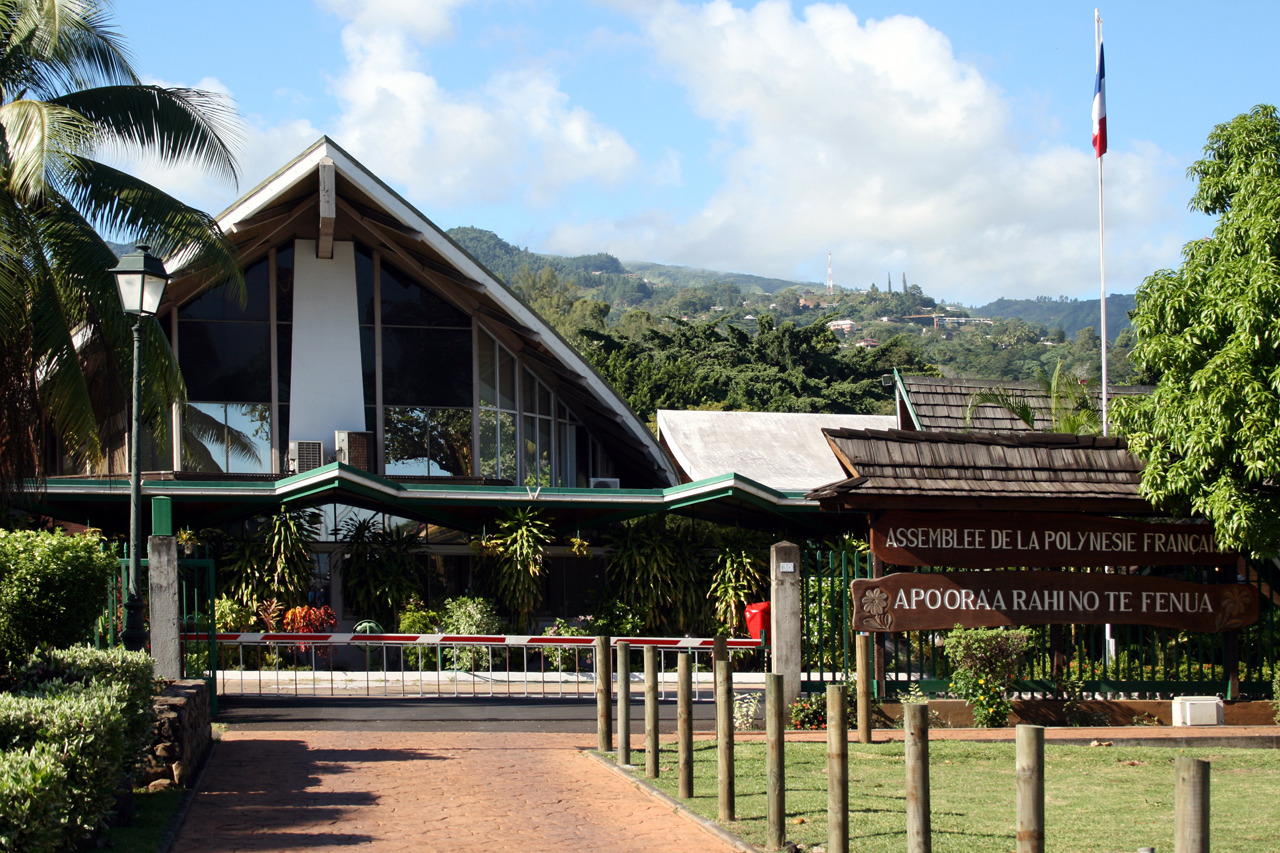
Asamblea de la Polinesia Francesa en Tahití

Los tahitianos son ciudadanos franceses con completo acceso a derechos civiles y políticos. Tanto el idioma tahitiano como el francés son usados por los habitantes de la isla. Tahití forma parte de la Polinesia Francesa (Polynésie Française), cuyo estatus es el de un territorio semiautónomo de Francia, con su propia Asamblea, Presidente, presupuesto y leyes. La influencia de la metrópolis se limita a proveer subsidios, educación y seguridad. El actual Presidente de la Polinesia Francesa, Édouard Fritch, es partidario de mantener al país dentro de Francia. Mientras que un 20 % de la población está a favor de la independencia.
Durante una conferencia de prensa en junio de 2006, en el marco de la segunda Reunión Francia-Oceanía, el presidente Jacques Chirac dijo no creer que la mayoría de los tahitianos quisieran la independencia. Se remitió a afirmar que mantendría la puerta abierta para un posible referéndum en el futuro, pero sin precisar cuándo.
El 23 de mayo de 2004 se celebraron elecciones a la Asamblea de la Polinesia Francesa, la Asamblea Territorial de la Polinesia Francesa. La coalición progresista proindependentista de Oscar Temaru, Unión por la Democracia, formó gobierno con una mayoría de un escaño en el parlamento de 57 escaños, derrotando al partido conservador, Tahoera'a Huiraatira, liderado por Gaston Flosse. El 8 de octubre de 2004, Flosse consiguió aprobar una moción de censura contra el gobierno, provocando una crisis. Surgió entonces una controversia de si el gobierno nacional de Francia debía utilizar su poder para convocar nuevas elecciones en un gobierno local en caso de crisis política.

## Flora
Dotada de una flora rica pero amenazada, con 495 especies de plantas indígenas (incluidas 224 endémicas), la isla de Tahití contribuye mucho a la diversidad de la flora en el archipiélago polinesio (que cuenta con 959 especies indígenas, incluidas 560 endémicas). La mayoría de las plantas endémicas de la isla se sitúa en las alturas de las montañas tahitianas, entre 600 y 1500 m de altitud.

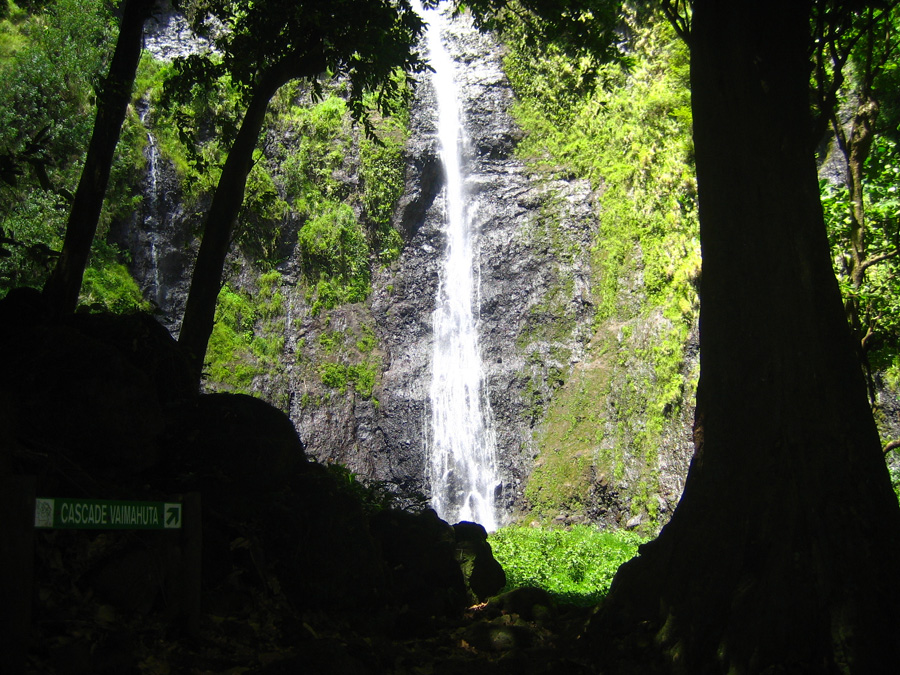
Cascada Vaimahuta, Tahití.

Tahití conoce sin embargo graves problemas de disminución de la biodiversidad vinculada a la urbanización, a las contaminaciones, a la falta de purificación del agua, a la sobreexplotación de los recursos pesqueros, y también a la introducción de especies invasoras. La biodiversidad de Tahití es amenazada, en particular, por la invasión del Miconia calvescens, verdadera peste vegetal. Introducida en la isla en 1937, colonizó progresivamente las zonas húmedas y de baja altitud, y se extiende ahora hacia las zonas más elevadas, amenazando más de 70 plantas endémicas de la isla.
El parque natural de Te Fa'aiti, se delimitó e implantó en el año 2000, con el fin de contribuir a la protección del patrimonio natural tahitiano. Este parque protegido, que se extiende sobre 750 hectáreas, se sitúa en el valle del Papeno'o. 
El parque tiene por objeto no solo proteger algunas especies indígenas o endémicas, preservar los ecosistemas y los paisajes, sino también conservar el patrimonio cultural, arqueológico e histórico del valle. Lugares notables como la Punta Venus y las playas de arena negra; los Lavatubes; el Agujero del soplador; el lago Vaihiria; la cascada del valle del Fautaua (la 28.ª en la lista de las 50 cascadas de más altas caídas del mundo); los toboganes naturales del Fautaua y el Maroto.

## Patrimonio arqueológico
Tahití alberga importantes vestigios de la civilización pre-europea, como: El marae Ta'ata, uno de los más importantes de la isla, restaurado en 1973. También cuenta con el marae de 'Ārahurahu, lugar de culto secundario restaurado en 1954; el de Mahaiatea, situado sobre el antiguo territorio del Teva; el de Tahinue y el marae de Anapua.    

## Economía
La economía de Tahití, como centro principal de la Polinesia francesa, por sus características, permite que se clasifique a esta colectividad de ultramar francesa en el rango de los países desarrollados. 
Tahití concentra la parte fundamental de la actividad económica de la Polinesia francesa. La economía de la isla es caracterizada por la parte preponderante del sector terciario y el peso de las actividades no comerciales (administración, educación y salud, en particular). Sin embargo, la actividad económica de la isla dista mucho de resumirse en estos dos sectores, puesto que Tahití es también el primer productor agrícola de la Polinesia francesa, y acoge a su vez, una gran parte de la industria del territorio. El turismo y el cultivo de la perla son las principales actividades económicas de estas islas.
La moneda del territorio es el Franco Pacífico (Franco CPF) cuya paridad es fija con relación al euro: 1 € = 119,33 XPF. El euro se acepta en la mayoría de las transacciones.

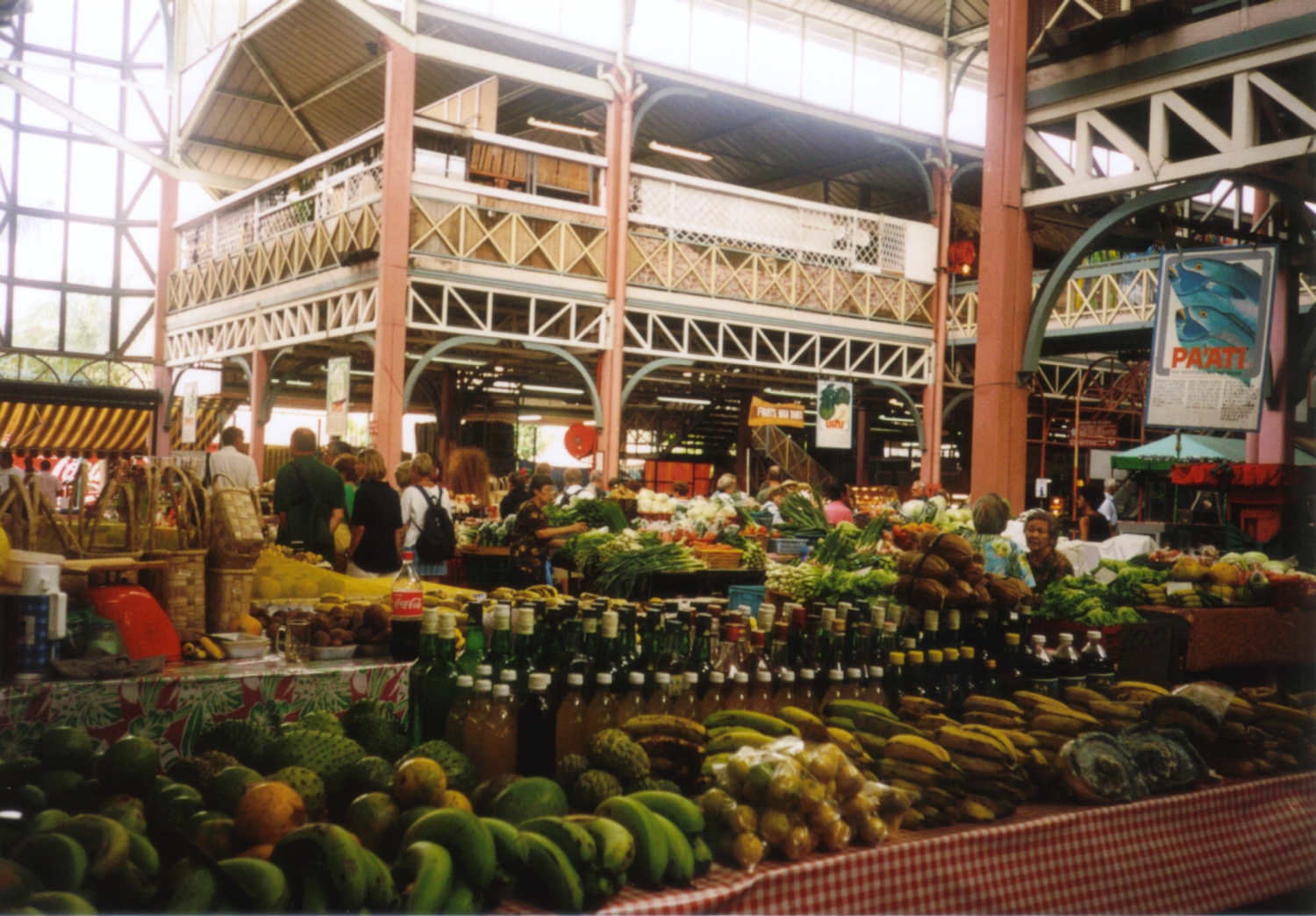
Mercado en Papeete. Isla de Tahití.

Tahití pasó de una economía propia de un emporio colonial a una economía que ha ido progresando con la instalación del Centro de Experimentación del Pacífico (CEP), fundamentada en las investigaciones nucleares. Cuando el CEP ha cesado sus actividades, Francia firmó el “Pacto de Progreso” con el Gobierno territorial con el fin de compensar la pérdida de recursos financieros. Inicialmente estaba previsto por 10 años (1996-2006) y para un importe de cerca de mil millones de francos franceses al año (alrededor de 150 millones de euros, o sea alrededor de 18 mil millones de francos del Pacífico al año); este límite se prorrogó a continuación y luego persistió en el 2010 en forma de tres dotaciones. 
Las transferencias financieras directas de la metrópolis hacia la colectividad Polinesia francesa en 2006 correspondían, según el tribunal de cuentas francés, a 590 millones de euros: 232 millones de euros en forma de subvenciones y 357 millones de euros por medio de los salarios de los profesores. En comparación el valor de las exportaciones era de 12,5 mil millones de francos (de los cuales 7,6 mil millones vinculados a las perlas) en 2009.
El Estado francés publica cada año el importe de los gastos del Estado en Polinesia francesa: 179 mil millones de francos en 2010, o 1,5 mil millones de euros (alrededor de 34 % del PIB o sensiblemente al nivel del final de los años 1980). Este importe está formado esencialmente por salarios de los profesores, del pago de las pensiones a los agentes del Estado instalados en el territorio, de los costes de los servicios públicos estatales asumidos por el Gobierno de la República: Justicia, Ejército, Seguridad. Ningún impuesto o exacción se percibe por el Estado en el territorio.
El tipo de las exacciones obligatorias (fiscalidad y exacciones social) es por lo tanto bastante moderado pero aumentó considerablemente, pasando de 27 % en 1995 a 38 % del PIB en 2015, dbido al hecho, en particular, de la instauración de la protección social generalizada y de la multiplicación de establecimientos públicos.
El producto interior bruto (PIB) franco-polinesio es de cerca de 1.598.200 francos CPF/habitante (fuente: ISPF 2006). El P.I.B total es de 536 mil millones CFP (ISPF 2006) (en 1991 era de 330 mil millones CFP, pero desde 2006 el PIB real está en recesión según las evaluaciones llevadas por la Universidad de Polinesia francesa). Tahití, y toda la Polinesia francesa forma parte de los países y territorios más ricos del Pacífico Sur después de Australia, Nueva Zelanda y Nueva Caledonia.

### Sector primario

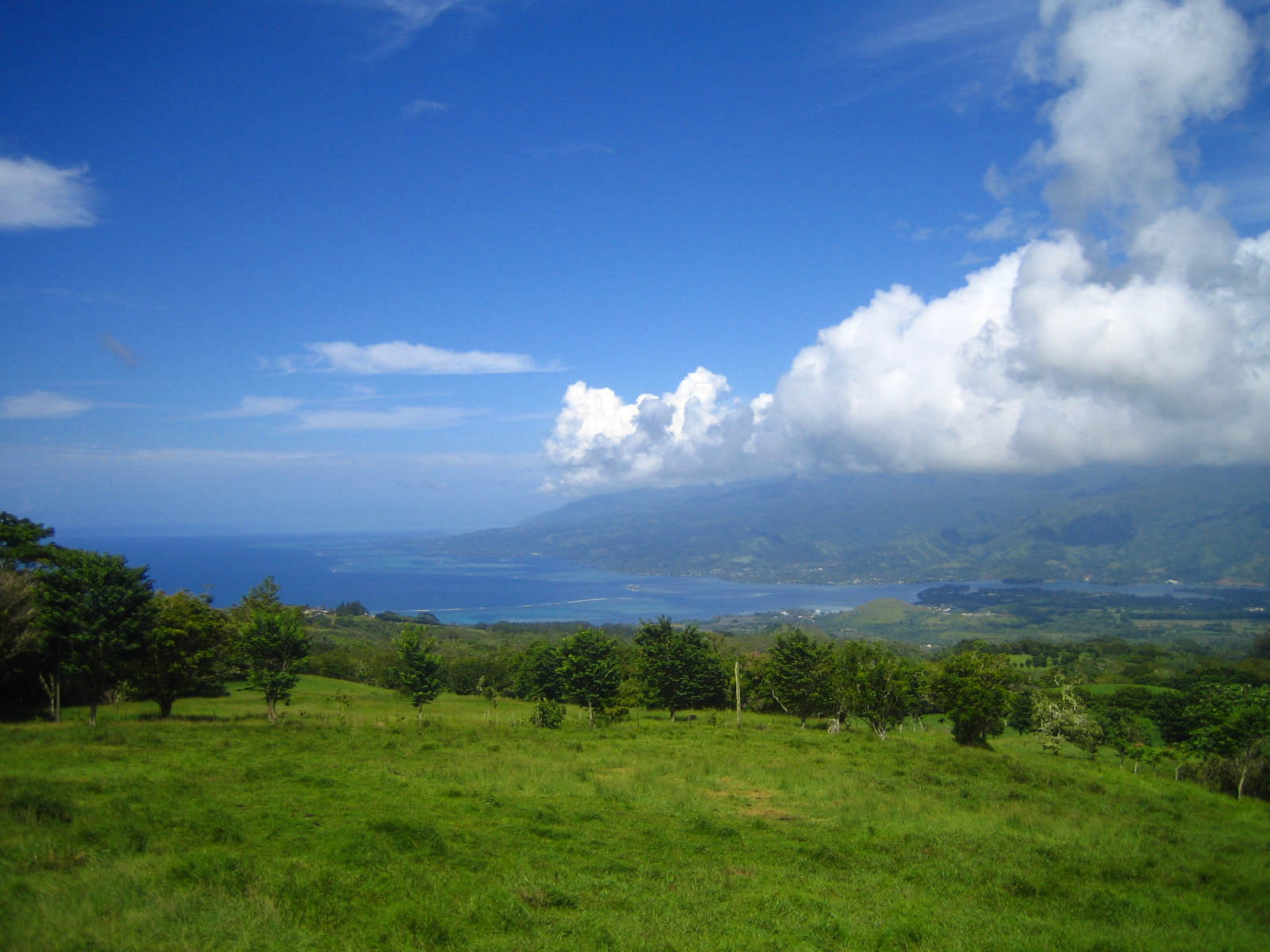
la meseta de Taravao, en Tahití, donde se produce el 90 % de la producción lechera de la Polinesia francesa.

La isla de Tahití es un centro esencial de la agricultura alimentaria de la Polinesia francesa. Es así la principal productora hortifrutícola, en 2007, la isla produjo 79 % de las verduras polinésias (esencialmente del taro, el boniato y el plátano fe'i, y también el tomate de la ensalada, el pepino, la col verde y la col china, etc). Tahití participa también en el sector de la copra mediante la Aceitería de Tahití, situada en Papeete, que compra el conjunto de la producción de copra de Polinesia para transformarla en aceite.
Este organismo, poseído y subvencionado por el gobierno territorial, destina la parte fundamental de su producción a la exportación, y una parte a los fabricantes locales de Monoï de Tahití con denominación de origen: Mono'i. En cuanto al noni (Morinda citrifolia), que durante un tiempo fue fuente de grandes esperanzas para la economía polinesia, tiene desde 2005 su producción en caída libre. La isla de Tahití conserva, a pesar de todo, algunas explotaciones de noni, y sobre todo la fábrica de transformación de la sociedad Morinda, ubicada en el municipio de Papara. En 2008, esta trató 1924 toneladas de noni, muy inferior a las 8200 toneladas del año 2005.
Tahití es el principal productor ganadero también de toda Polinesia, en particular, de la ganadería vacuna (2/3 de la producción se localizan en Tahití), la producción de huevos, la cría de pollos (la única explotación polinesia se sitúa a Papara), y la producción de leche (en la meseta de Taravao).
Además de sus múltiples explotaciones alimenticias, la isla es también una gran productora de madera, que se explota en la serrería de Papara. El cultivo de la vainilla, antes concentrada en las islas de Sotavento, se desarrolla poco a poco en la isla. 
La pesca representa un sector principal de la economía. En el año 2008, el puerto de Papeete exportó 402,2 toneladas de pescados por un importe de 255,1 millones de Francos CFP. Desde los años 1990, el puerto pesquero de Papeete, parte integral del puerto autónomo de Papeete, se benefició de numerosas inversiones públicas y privadas para desarrollar sus infraestructuras. Por otra parte, con el fin de apoyar el sector, se han establecido numerosos dispositivos de concentración de pescado alrededor de la isla.
El cultivo de perlas negras es también una fuente sustancial de ingresos. La mayoría de las perlas son exportadas a Japón, Europa y los Estados Unidos.

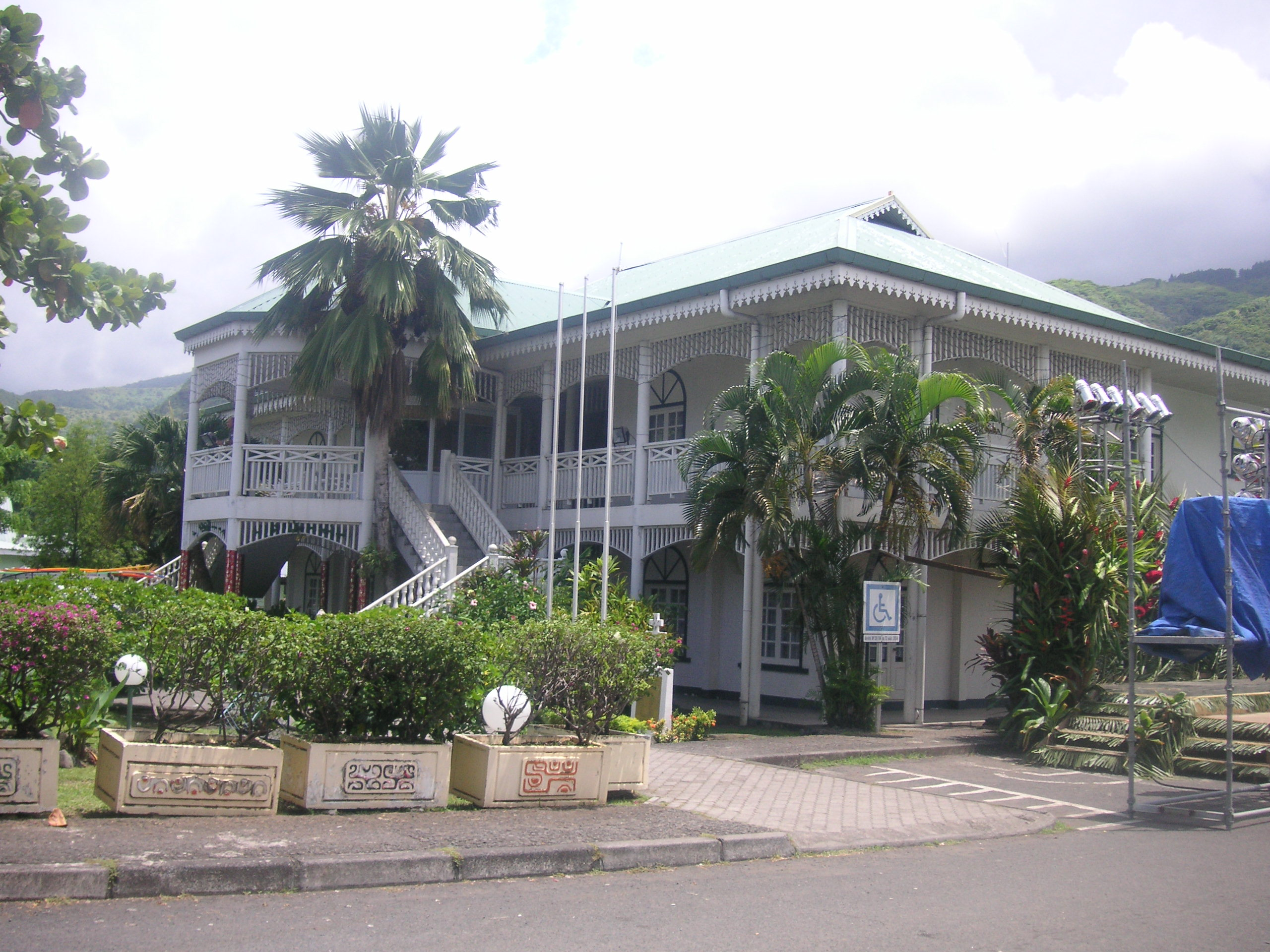
Ayuntamiento de Paea.

### Sector secundario
Industria
El sector industrial representa en 2006, el 9 % del PIB comercial. Se basa esencialmente en cuatro polos:  
- Sector agroalimentario,
- Construcción naval,
- Obras y bienes intermedios para la construcción,
- Actividades de transformación (muebles, industria textil, imprenta…)

Energía eléctrica
Tahití produce (y consume) alrededor de 77 % de la producción energética polinesia. Las 3/4 partes de la electricidad tahitiana se producen en la central térmica situada en el valle del Punaruu, al oeste de Tahití; mientras que la central de Vairaatoa, en el centro de Papeete, sirve de central de apoyo y refuerzo. El último cuarto es producido por energía hidroeléctrica. Las presas del valle del Papenoo proporcionan más 50 % de la hidroelectricidad producida sobre Tahití. 
La producción de energía de origen eólica es inexistente. 
La energía solar ha iniciado el despegue en estos últimos años, sobre todo en viviendas y particulares (calefacción-agua solares, los paneles fotovoltaicos para la autoproducción,…).

### Sector terciario
Turismo
Pasaje obligado cuando se llega a la Polinesia francesa, Tahití es por lo tanto la isla más visitada por los turistas. Las estadísticas de capacidad hotelera dan prueba también del peso de la isla en el sector turístico polinesio, puesto que cerca de 40 % de las habitaciones de hoteles de la polinesia francesa se establecen a Tahití.

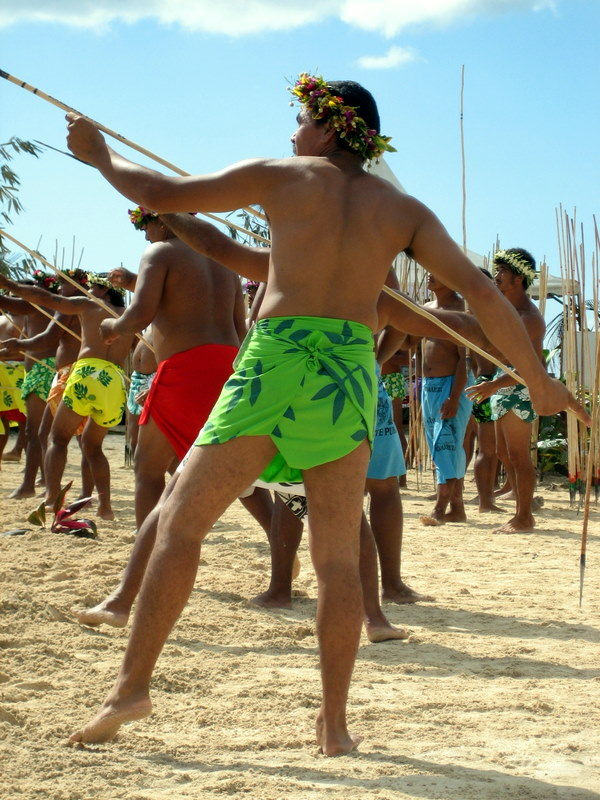
Festival Cultural anual de Heiva, en Papeete.

Así pues, 91,4 % de los turistas que fueron a Polinesia en el año 2004 visitaron la isla de Tahití (o sea 193 753 personas); que han bajado al 81% en 2013.  A causa de esta fuerte implicación en el turismo, la isla de Tahití fue afectada duramente por la crisis que sufre este sector desde hace unos años. Entre los años 2006 y 2013, la frecuencia turística cayó alrededor de un 28 %, alcanzando a 160 447 turistas en 2009; y 132 466 en el 2013, su más bajo nivel desde hace 15 años. El cierre del hotel Hilton Tahití por razones económicas en marzo de 2010; y el cierre de los hoteles Sofitel Maeva Beach y Manihi Pearl Beach Resort & EPA en 2012, dan prueba de la mala salud del sector.
La procedencia de los turistas (año 2009), era:
1. Norteamérica: 
  1. Estados Unidos
  2. Canadá
2. Francia.
3. Europa occidental:
  1. Italia
  2. España
  3. Reino Unido
  4. Alemania.
4. Japón.
5. Oceanía
  1. Australia:
  2. Nueva Zelanda
  3. Nueva Caledonia.
6. Sudamérica:
  1. Brasil
  2. Chile
  3. Argentina.

Administración y Servicios Públicos
Tahití es también el centro administrativo y capital de la Polinesia francesa, en la cual se sitúa la inmensa mayoría de las instituciones políticas y administrativas del territorio. El sector representa pues una parte preponderante de la isla. A título orientativo, la Administración pública emplea 32,4 % de la población activa polinesia y el Estado francés participa en aproximadamente el 30 % de los ingresos del PIB de la Polinesia francesa. 
El Estado y el Territorio son los más importantes patronos de la isla y la Polinesia francesa. En 2009, la función pública territorial, descontando los establecimientos públicos, daba ocupación a 5841 empleados públicos en toda Polinesia. Por lo que se refiere a la sanidad, Tahití acoge las infraestructuras principales. Así pues, en 2007, de las 613 camas de hospitalización del sector público polinesio, 480, lo que representa 78,6 %, se sitúan sobre la isla de Tahití (entre los cuales 436 en Papeete, en el centro hospitalario territorial). La situación es aún más pronunciada en el sector privado, puesto que la totalidad de los establecimientos de hospitalización privados se sitúa en Tahití, y más concretamente en la aglomeración urbana de Papeete. Esta concentración es posible por el principio de continuidad territorial, que permite a los habitantes de las demás islas hacerse abonar el coste de su trayecto por parte de la Seguridad Social polinesia, cuando una consulta médica en Tahití es necesaria.

## Cultura

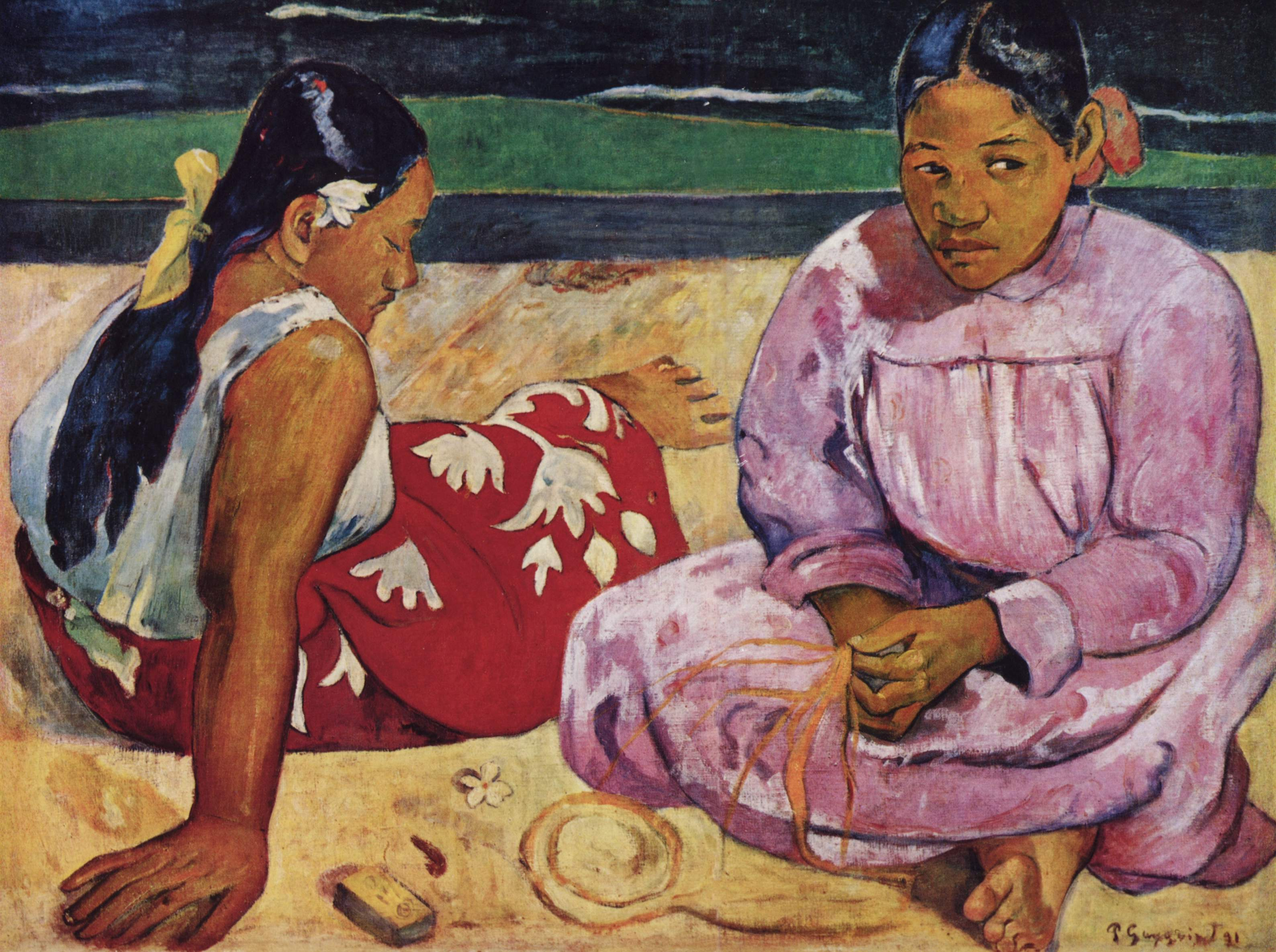
Mujeres tahitianas en una pintura de Paul Gauguin, 1891.

El pintor francés Paul Gauguin vivió en Tahití en los años 1890, plasmando en sus obras los paisajes y la gente de la isla. Hoy, la villa de Papeari tiene un pequeño museo con reproducciones de obras de Gauguin.
Tahití posee una universidad, la Université de la Polynésie Française. 

### Heiva de Tahití
Son muy numerosas las tradiciones existente en la cultura maohi. Las leyendas isleñas representan la historia de la cultura y la isla, a través de numerosos cuentos. El mes de julio es propicio al descubrimiento de estas tradiciones puesto que se organizan numerosas manifestaciones culturales en el marco del Heiva. El Heiva de Tahití es el mayor festival cultural de la Polinesia francesa, y agrupa competiciones de cantos y danzas, así como competiciones deportivas y artesanales (preparación de la copra, trenzado, etc). El Heiva de Tahití potencia y recuerda la artesanía del conjunto de los archipiélagos polinesios, a través de exposiciones y demostraciones. Cada mes de julio, el Festival de Heiva en Papeete celebra la cultura polinésica y la conmemoración de la toma de la Bastilla en Francia. 

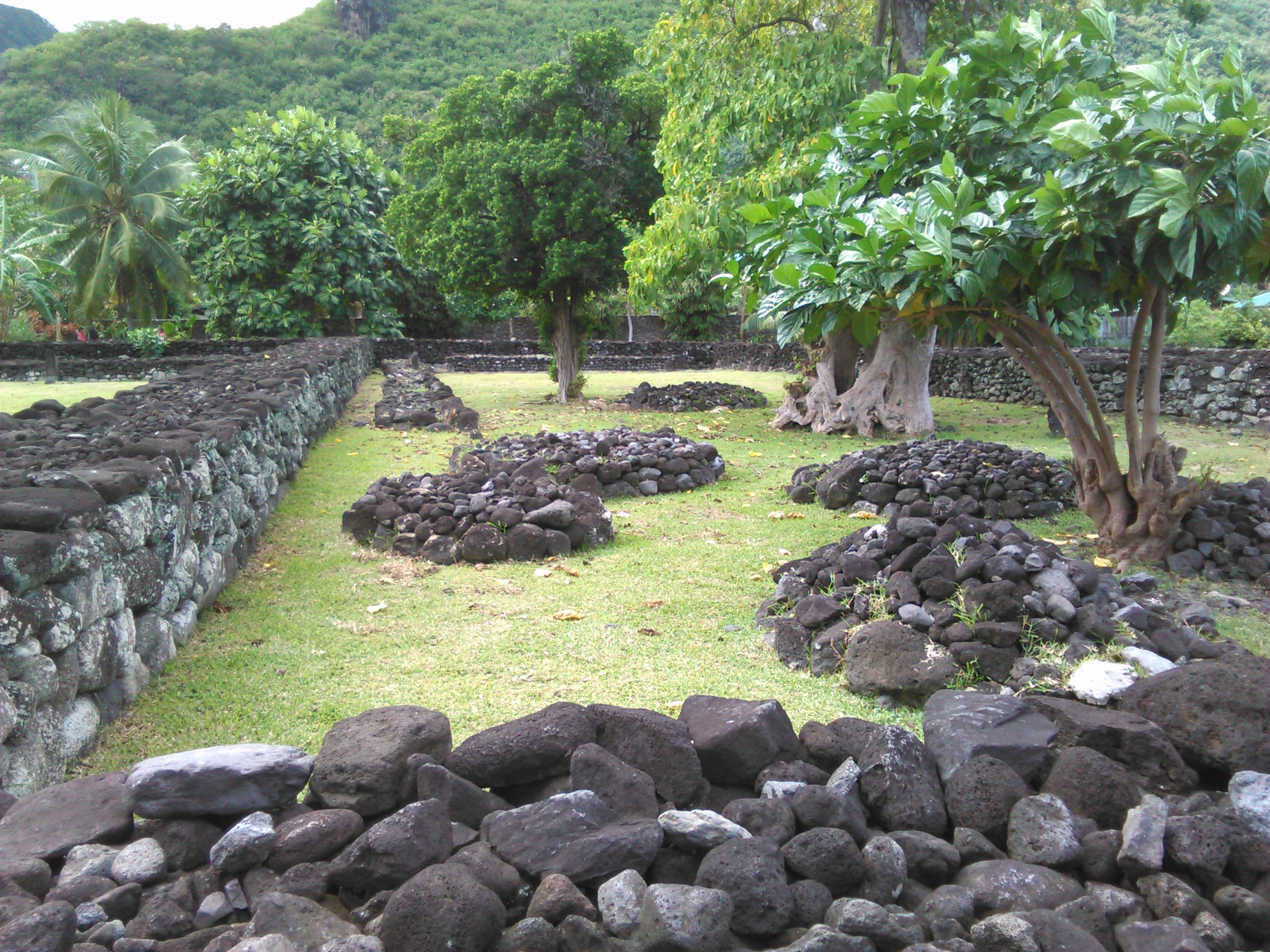
Marae de Ta'ata (Tahití).

Recientemente, ha surgido una fuerte presión por revivir el modo de vida más tradicional de antaño y por redescubrir las costumbres culturales. Los instrumentos musicales tradicionales incluyen el pahu, los toere (tambores), y el vivo (especie de flauta nasal). Las guitarras y ukeleles fueron introducidos por los europeos, pero se han incorporado al folklore local que tiene bastante similitud con la música popular de Hawái, debido a que se trata de dos culturas muy emparentadas en el idioma y en las costumbres. La indumentaria típica para bailar (tamure) ha vuelto a aparecer en la vida de los polinesios, pero, lamentablemente, el arte de hacer tapa (papel de corteza y ropa), practicado en todo el Pacífico, ya casi no se utiliza.
El museo de Tahití y las Islas, creado en 1974 y situado a Punaauia, valoriza y presenta el patrimonio natural y cultural polinesio. Gracias a su asociación con el museo del muelle Branly, participa en la proyección internacional del patrimonio cultural polinesio.

### Idiomas
Aunque el francés sea la única lengua oficial de la Polinesia francesa, la gran mayoría de la población es bilingüe, hablando a la vez francés y tahitiano (reo maohi). De manera general, Tahití habla un poco más francés y algo menos tahitiano que el conjunto de la Polinesia. Esta diferencia se explica sobre todo por el mayor número de metropolitanos y extranjeros sobre esta isla. Según el censo del 2007, el 78,4 % de la población de la isla habla el francés en el núcleo familiar, mientras que 20,1 % utiliza alguna lengua polinesia (generalmente el tahitiano).

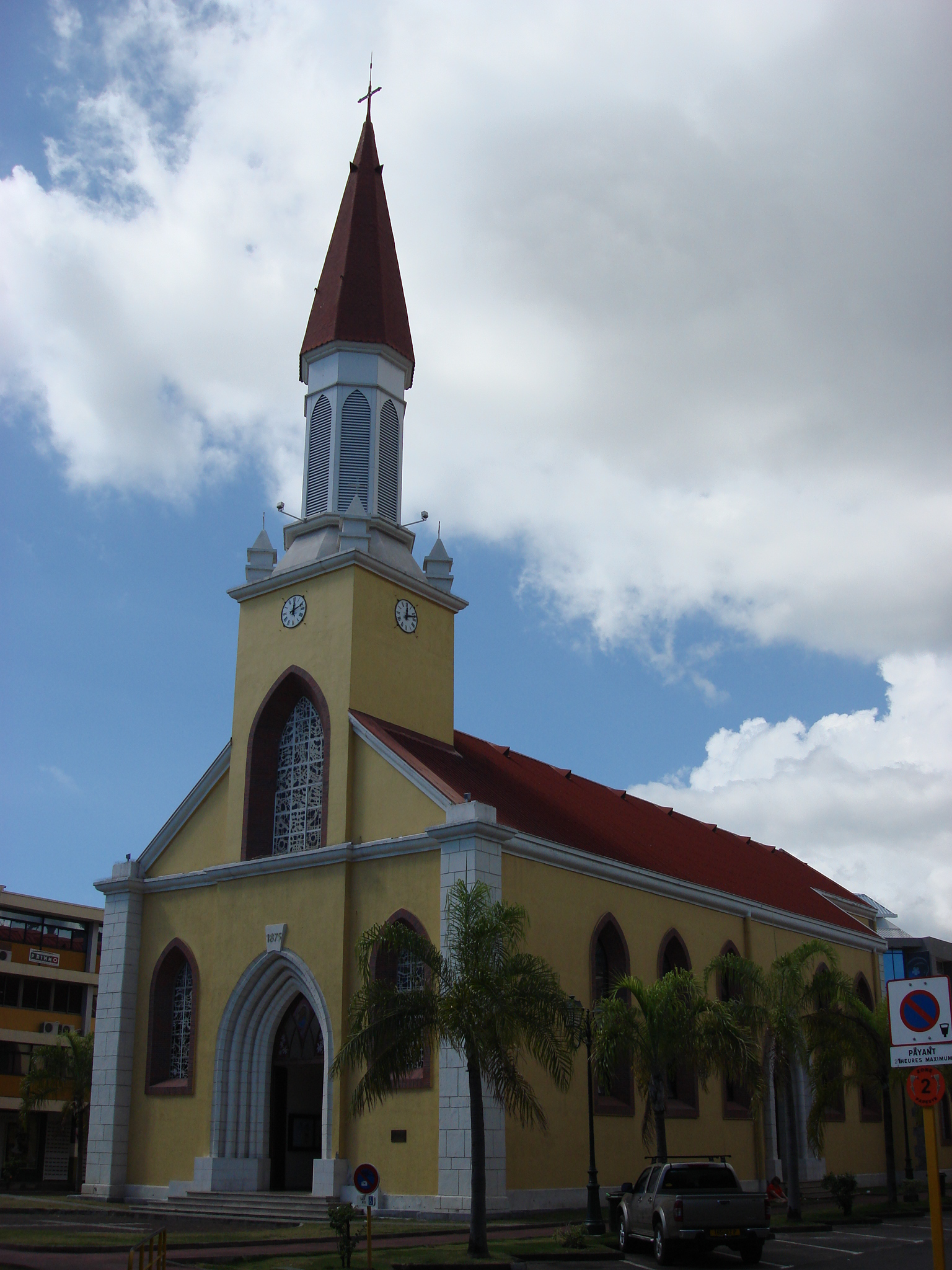
Catedral católica de Papeete (Tahití).

Esta media, oculta sin embargo, una realidad más contrastada. Así pues, el tahitiano se habla aún más sobre la vertiente Este de Tahití Nui (municipio de Hitia'a O Te Ra) y sobre la península (municipios de Tai'arapū-Este y de Tai'arapū Oeste), donde es usado coloquialmente por parte del 35 % de la población. Si en Tahití, el tahitiano no es ya la primera lengua utilizada en el ámbito familiar, sigue siendo sin embargo extendida. En efecto, aunque un 16,5 % de la población de la isla no tiene ningún conocimiento del idioma, el reo maohi es conocido perfectamente por un 70 % de los tahitianos, y puede ser hablado por cerca de un 80 %.

### Religión
La población polinesia ha sido y es muy religiosa. Desde el siglo XIX, pasó de los cultos tradicionales ma'ohi a distintas formas de cristianismo por iniciativa de los misioneros tanto protestantes (a partir de 1797); como católicos (hacia 1830). 
Específicamente en la Isla de Tahití pertenecen a diversos grupos protestantes un 47 % de la población; son católicos (el 38 %) y el resto se comparte entre los “sanitos” (o Comunidad del Cristo), los mormones, los Adventistas del séptimo día, y los Testigos de Jehová
De los antiguos cultos ma'ohi, sigue conservándose vestigios de piedra (marae y tikis), así como hábitos y creencias aún vivas.

#### Muerte
Los tahitianos creían en el más allá, en un paraíso llamado Rohutu-no'ano'a. Cuando un tahitiano moría, el cadáver se envolvía en telas de corteza y se colocaba en un féretro, fare tupapa 'u, que era un toldo de canoa elevado sobre postes rodeados de bambú. Se colocaba comida para los dioses para evitar que se comieran el cuerpo, lo que condenaría al espíritu al inframundo. Los dolientes se acuchillaban con dientes de tiburón y untaban la sangre en telas de corteza colocadas cerca. 
Lo más importante es que el jefe de los dolientes se ponía el parae, un elaborado traje que incluía una máscara iridiscente hecha con cuatro discos de concha de perla pulida. Uno de los discos era negro, lo que significaba Po, el mundo de los espíritus, mientras que el otro era blanco, lo que significaba Ao, el mundo de las personas. Una corona de plumas rojas significaba 'Oro'. Una tabla de madera curvada, pautu, debajo de la máscara contenía cinco conchas de perlas pulidas, que significaban Hina, la diosa de la luna. Debajo colgaban más conchas en hileras, ahu-parau, que representaban las Pléyades, que se creía eran los ojos de los antiguos jefes. Por último, un traje ceremonial, tiputa, cubría el cuerpo y estaba decorado con un delantal de conchas de coco pulidas, ahu-'aipu.

### Danza
Una de las actividades más conocidas de la isla es la famosa danza tahitiana. La ʻōteʻa, a veces escrita como otea, es una danza tradicional tahitiana, en la que los bailarines, de pie y en varias filas, ejecutan diversas figuras. Esta danza, fácilmente reconocible por el rápido movimiento de las caderas y las faldas de paja, se confunde a menudo con el hula hawaiano, un baile generalmente más lento y elegante que se centra más en los movimientos de las manos que en las caderas.

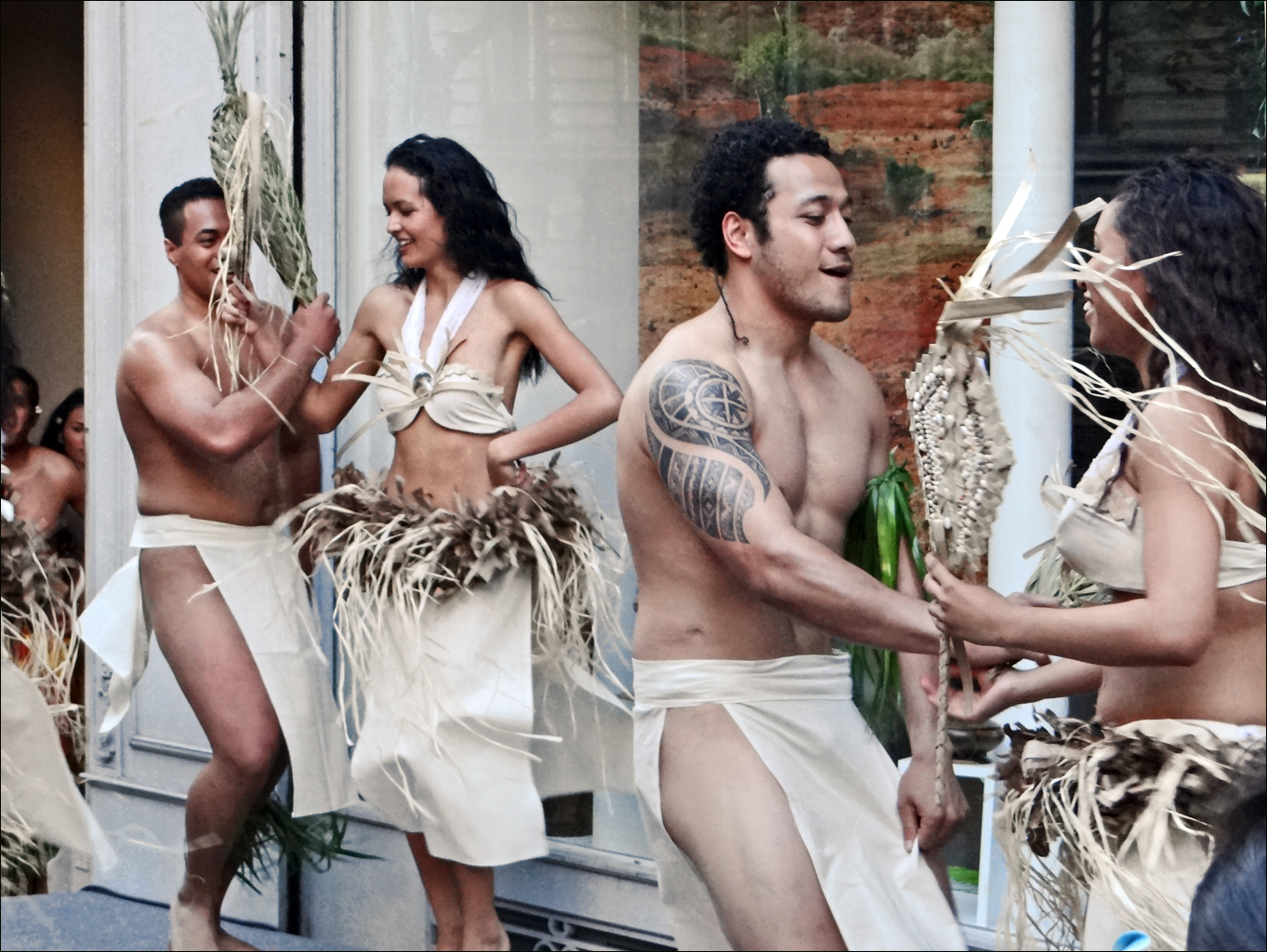
Bailarines interpretando una danza Tahitiana

La ʻōteʻa es una de las pocas danzas que ya existían en la época preeuropea como danza masculina. Por otro lado, el hura (hula en tahitiano), una danza para mujeres, ha desaparecido, al igual que la danza en pareja 'upa'upa, pero puede haber resurgido como tāmūrē. Hoy, sin embargo, el ʻōteʻa puede ser bailado por hombres (ʻōteʻa tāne), por mujeres (ʻōteʻa vahine), o por ambos sexos (ʻōteʻa ʻāmui).
La danza se acompaña únicamente de la música de los tambores, pero no del canto. El tambor puede ser uno de varios tipos de tōʻere, un tronco de madera apoyado con una hendidura longitudinal, que se golpea con uno o dos palos. O puede ser el pahu, el antiguo tambor tahitiano cubierto con una piel de tiburón y que se toca de pie con las manos o con palos. El ritmo del tōʻere es rápido, el del pahu más lento. También se utiliza un pequeño tambor, el faʻatētē.
Los bailarines hacen gestos, evocando las ocupaciones cotidianas de la vida. En el caso de los hombres, los temas elegidos pueden ser la guerra o la navegación; entonces se pueden utilizar lanzas o remos.
Para las mujeres, los temas pueden ser el hogar o la naturaleza, el peinado del cabello o el vuelo de una mariposa, por ejemplo. Pero también se pueden elegir otros temas elaborados, por ejemplo aquel en el que los bailarines definen un mapa de Tahití, destacando los lugares importantes. En una verdadera ʻōteʻa la trama narrativa debe impregnar toda la danza.

## Deporte
Los deportes más populares de Tahití, son generalmente los mismos que en el resto de la Polinesia francesa. Se destacan principalmente el piragüismo de tipo va'a (piragüismo polinesio) y el fútbol. En los Juegos del Pacífico y en la FIFA a la Polinesia francesa se la reconoce como «Tahití» o «Tahití Nui».
El país acogió los Juegos del Pacífico, cuando recibían la denominación de Juegos del Pacífico Sur, en dos ocasiones: 1971 y 1995. Además, es el segundo país que más medallas ha conseguido en la historia de la competición.
El rugby a quince también es un deporte muy popular en Tahití, hasta el punto de que hay 15 equipos y una selección nacional que juega partidos internacionales.
Las competiciones se han derivado de muchos deportes polinesios del pasado, como la carrera de canoas (va'a), que es sin duda una de las más tradicionales. La más importante de estas competiciones es la Hawaiki Nui Va'a.
La más importante de estas competiciones es la Hawaiki Nui Va'a, que se celebra anualmente a finales de octubre y principios de noviembre. Esta gran carrera dura tres días y 50 equipos salen de Huahine y llegan a Bora Bora. Otra de las carreras más importantes tiene lugar durante el festival Heiva, en julio, y consiste en cruzar el canal entre Tahití y Moorea, dar la vuelta y regresar a Tahití.
Otro deporte autóctono muy famoso es el surf; de hecho, James Cook, en su libro Captain James Cook's Explorations de 1769, afirma que este deporte se practicaba en la isla. En aquella época, ya existían tres tipos de tablas y el surf se practicaba en playas privadas según las normas establecidas por la aristocracia. En el suroeste de la isla de Tahití, cerca del pueblo de Teahupo'o (17°83 S, 149°67 W), se encuentra uno de los lugares más famosos y también más peligrosos del mundo, donde se celebra una vez al año el Billabong Pro Tahití: los mejores surfistas del mundo compiten en las olas creadas por el arrecife, que pueden superar los 15 metros de altura.
La carrera de transportistas de fruta es muy espectacular y popular entre los lugareños y tiene lugar en las calles de Papeete durante el Heiva. Los transportistas corren durante 2 km llevando una vara de bambú en cuyos extremos hay 2 cargas de fruta que suman 50 kg. La carrera se celebra en las calles de Papeete durante el Heiva.
También durante el festival Heiva se puede ver a varios atletas escalando cocoteros de 20 m en el menor tiempo posible con los pies atados por una liana.
Fútbol

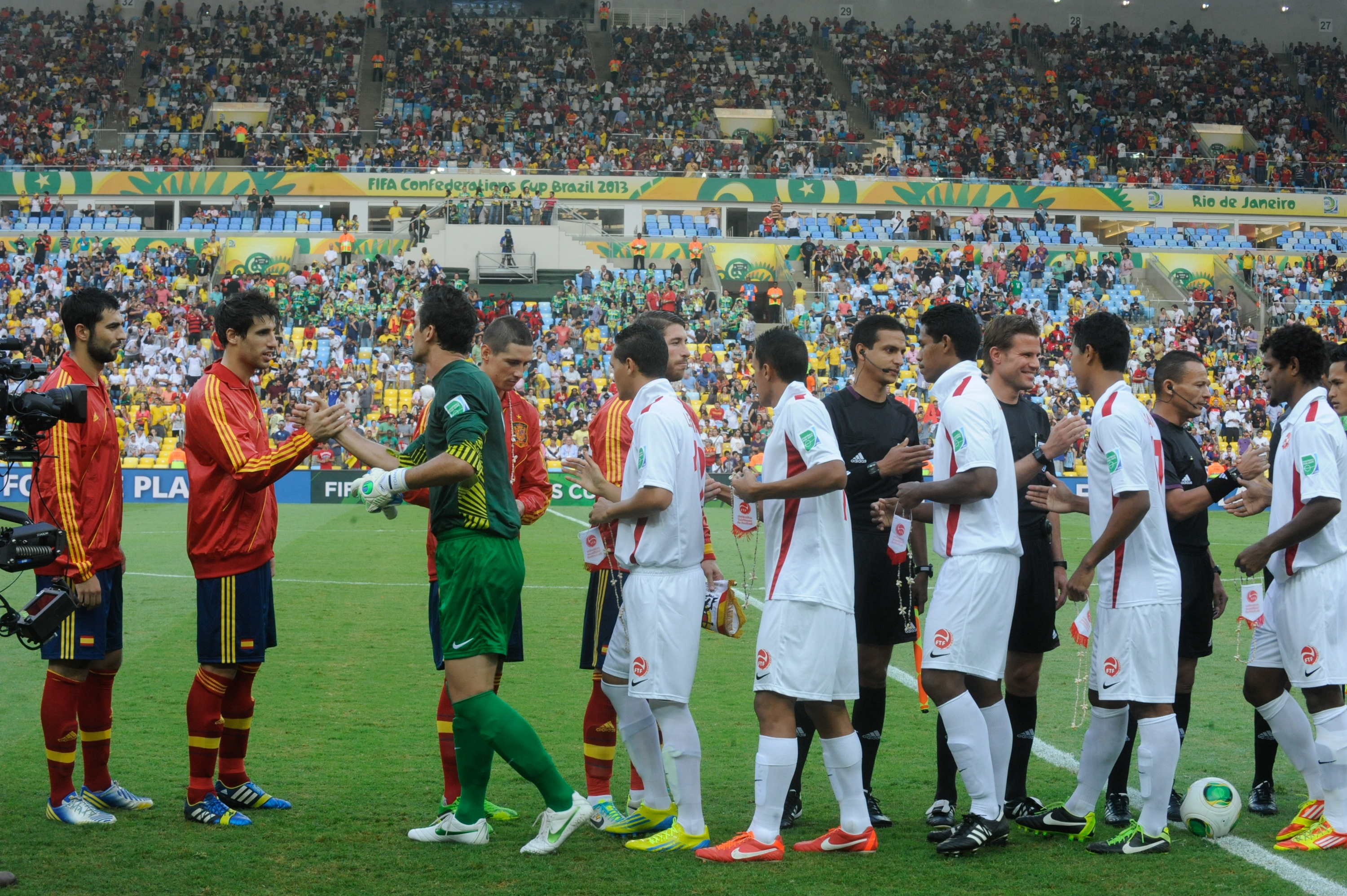
Partido de fútbol España vs Tahíti en la Copa Confederaciones 2013

La selección tahitiana de fútbol ganó la Copa de las Naciones de la OFC 2012 y representó a Oceanía en la Copa FIFA Confederaciones 2013, donde fue derrotada 6-1 ante Nigeria, 10-0 frente a España y 8-0 a manos de Uruguay. Ese mismo año, se organizó en el país la Copa Mundial de Fútbol Playa, en la que el seleccionado francopolinesio terminó en cuarto lugar. Dos años después, en 2015, fue subcampeón tras perder la final con Portugal 5-3.
La Primera División de Tahití fue fundada en 1948 y desde entonces el club que más títulos conquistó es el AS Central Sport, con 20 coronaciones.
Tahití ha tenido éxito además en el fútbol playa: en el Campeonato Mundial de Fútbol Playa de 2015 alcanzó el segundo puesto, mientras que dos años antes quedó en cuarto lugar.

## Comunicaciones y transporte

### Transporte aéreo

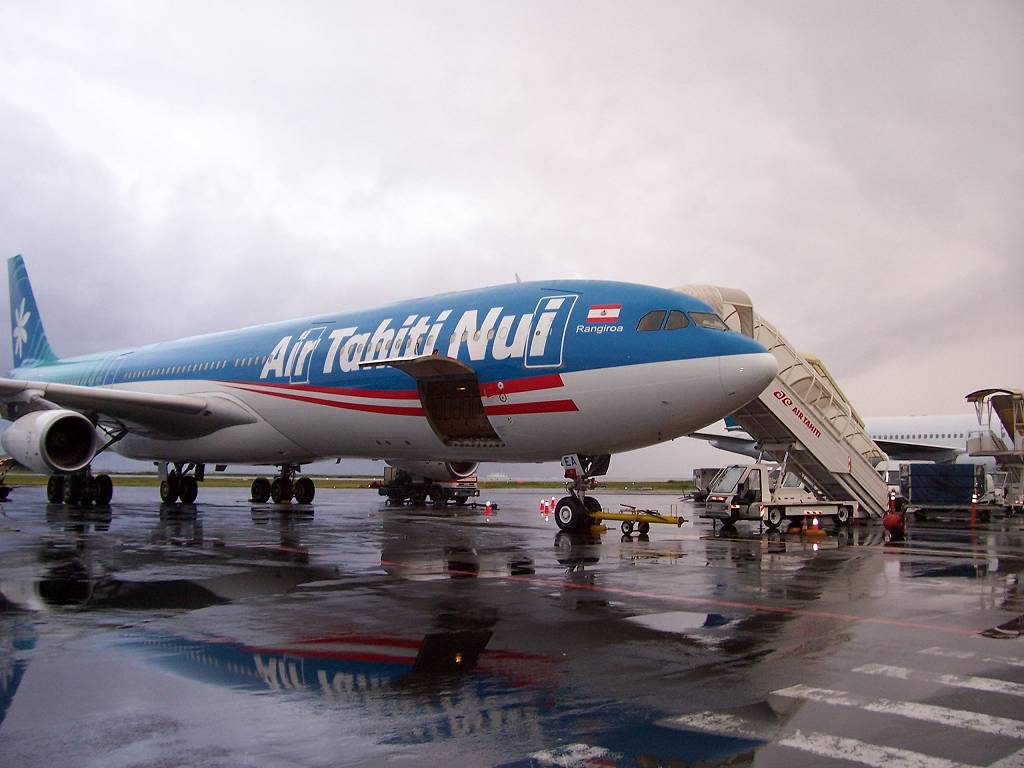
aviones de Air Tahiti Nui.

La isla dispone del Aeropuerto Internacional Faa'a,  situada a 5 km al suroeste de Papeete. Inaugurado en 1961, es el más importante aeropuerto de la Polinesia francesa, y el único aeropuerto internacional del territorio. Se trata pues del principal punto de entrada para la inmensa mayoría de los visitantes pero también para los habitantes de las otras islas de la Polinesia francesa. El aeropuerto de Tahití desempeñó un papel primordial en la ruptura del aislamiento de la isla (y del resto del territorio) y el desarrollo del turismo. Garantiza las conexiones con una decena de destinos internacionales: Los Ángeles, París, Auckland, Tokio, Rarotonga, Santiago de Chile, Rapa Nui, Numea y Honolulu. La centralización de la red aérea acentúa pues la atracción y la influencia de Tahití y la aglomeración de Papeete sobre el resto de las islas polinesias.
Compañía aérea tahitiana: Consciente de la importancia de las líneas internacionales en el desarrollo económico de la isla y el país, el Gobierno inauguró en 1998 su propia compañía aérea: Air Tahiti Nui (ATN), que sirve hoy a 4 destinos a partir de Tahití: París, Los Ángeles, Tokio, y Auckland. En cuanto a la navegación aérea interior, el aeropuerto sirve al conjunto de los archipiélagos de Polinesia. Air Tahiti es la única compañía que presta servicios regularmente a las islas polinesias, garantizando la conexión con una cuarentena de islas y atolones. La isla de Moorea se sitúa a 7 minutos de vuelo de Tahití.

### Transporte marítimo
El puerto autónomo de Papeete es el único puerto internacional que sirve al conjunto de las islas de la Polinesia francesa. Se dedica a la vez al transporte internacional y al transporte interior. Más de 1 900 000 toneladas/año son transportadas a través de sus instalaciones. El transporte marítimo de la Polinesia francesa se centraliza también en Tahití y en particular, en el puerto de Papeete. Las conexiones están garantizadas por buques de carga llamados “goletas” cuya principal misión es transportar la carga con destino a las islas. Estos servicios marítimos se efectúan en bucles, sistemáticamente desde Tahití.
Para el transporte de los pasajeros, el único servicio marítimo regular es la línea Tahití-Moorea, garantizada varias veces al día por catamaranes y transbordadores. La sociedad Aremiti y la Sociedad de desarrollo de Moorea disponen ambas de los servicios de transportes de personas y mercancías entre Tahití y Moorea. En catamarán, la travesía toma alrededor de una media hora. Para las otras islas, algunos buques de carga aceptan pasajeros, pero se reservan sobre todo a la carga.

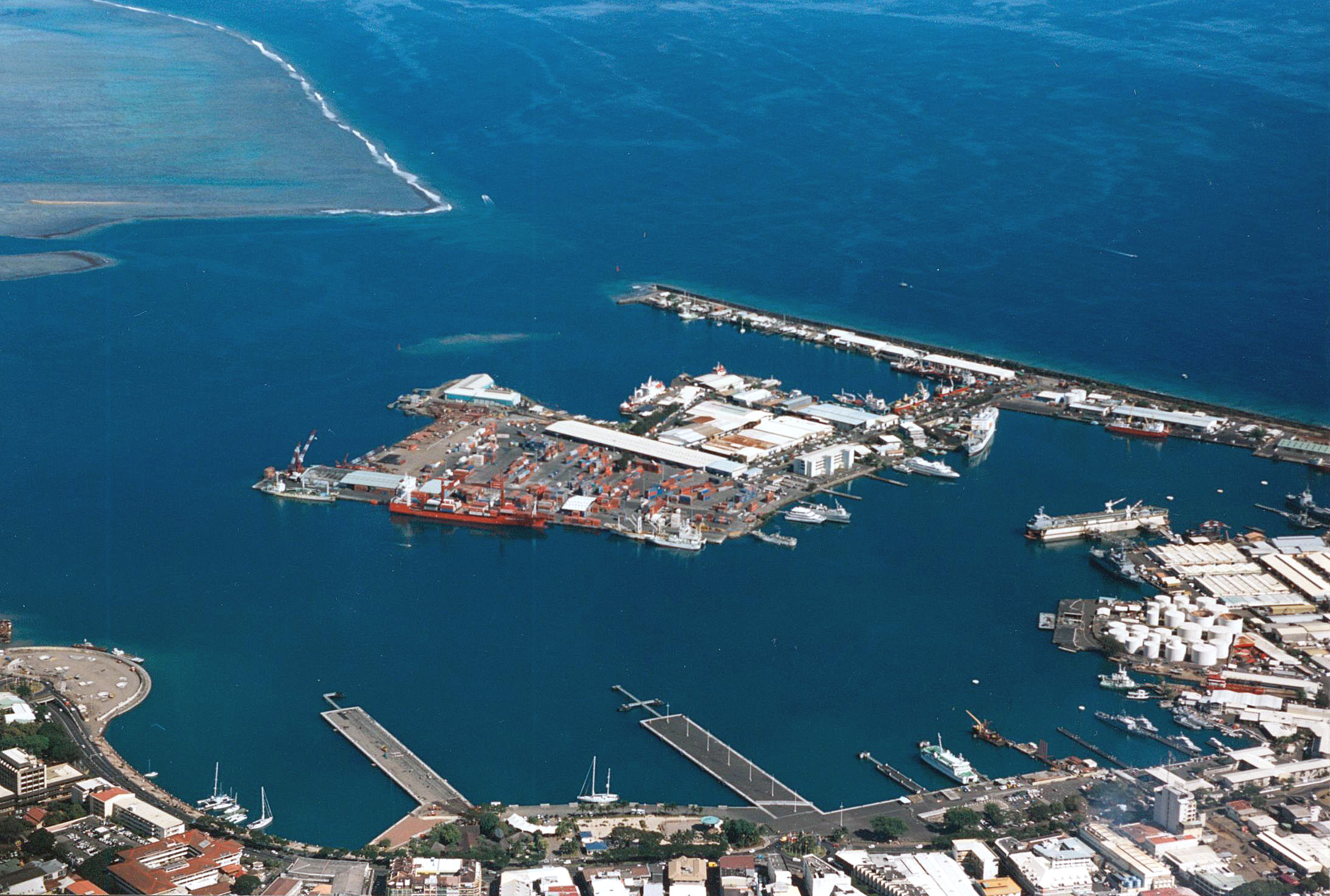
Puerto de Papeete. Isla de Tahití.

### Red de carreteras
La red de carreteras está constituida principalmente por una carretera costera, que da la vuelta a Tahití Nui, formando una verdadera carretera cinturón. Esta carretera costera es adyacente a numerosas vías y caminos de servicios, públicos y privados, que conectan las diferentes zonas residenciales. Sin embargo, a causa de la ausencia de carreteras alternativas, el paso por la carretera costera es imprescindible para todo el desplazamiento. Eso impone la coexistencia de numerosos medios de transporte (coches, bicicletas, peatones) en una vía de circulación densa. 
A causa del desarrollo lineal del núcleo urbano, y de la concentración de los centros de trabajo en el municipio de Papeete, la red de carreteras se satura, en particular, sobre la costa occidental, marcada por importantes embotellamientos. Sobre esta parte de la costa, la red de carreteras ha sido completada por tramos de carril rápido con el fin de aligerar la circulación del cinturón sin que eso baste a garantizar de manera eficaz el tráfico y la movilidad. 
Las debilidades de la red de carreteras plantean así dos problemas principales: embotellamientos importantes que alargan el tiempo del trayecto diario (en particular, los desplazamientos domicilio-trabajo) y una inseguridad vial importante (3 a 4 veces superior a la del métropolis francesa). Desde el año 2010, la carretera del Monoï, primera carretera turística en Polinesia, propone todo el año una ruta turística sobre el tema del monoï. En Tahití Iti, la península adyacente a Tahití Nui, también existe una carretera costera tanto al este como al oeste, sin embargo esta, no está finalizada y rodea la península.

### Transporte público
El truck (en inglés: camión) es un camión adaptado para el transporte colectivo, fue el medio tradicional mucho tiempo. Sobre el chasis del camión, se montaba una estructura en madera pintada de colores vivos, y equipada de asientos laterales y ventanas de plexiglás. Estos vehículos acogían entre 12 y 40 pasajeros. Con los tiempos, la evolución de la legislación implicó la sustitución de lostrucks por autobuses homologados, pudiendo acoger una cuarentena de personas. 
La mayoría de las líneas conectan los alrededores del mercado de Papeete a los otros municipios de la isla. A pesar de las distintas tentativas de modernización de los transportes públicos, la red está mal estructurada y organizada, y adolece, entre otras cosas, de gran irregularidad de horarios.